# Alpine
Alpine (укр. Альпін) — французький виробник автомобілів, заснований 1955 року, входить до Groupe Renault. Штаб-квартира розташована в місті Дьєпп. З 1996 по 2017 рік виробництво автомобілів не здійснювалося.

## Жан Редле
Жан Редле — випускник вищої економічної школи, продавець машин марки Renault в місті Дьєпп і запеклий автогонщик. Відразу після закінчення Другої світової війни побудував власний гоночний автомобіль на базі Renault 4CV, який, окрім безлічі технічних змін, отримав особливий аеродинамічний кузов з алюмінію і п'ятиступеневу коробку передач замість триступеневої.

Машина несподівано вийшла вдалою. У 1952 році Редле став тріумфатором Mille Miglia в класі машин з двигунами до 750 кубічних сантиметрів, а трохи пізніше вона привела його на вершину подіуму гірського ралі Coupe des Alpes.

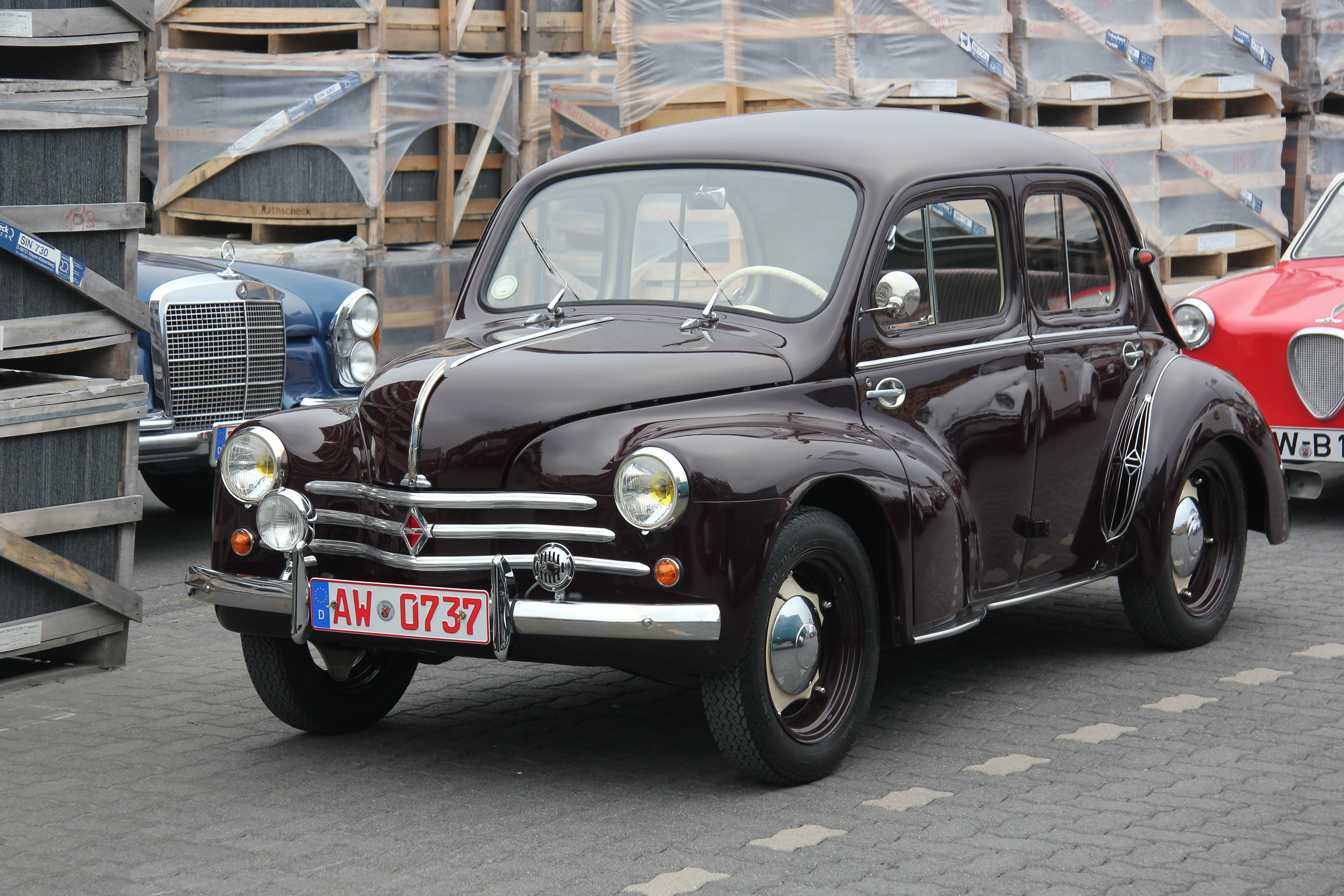
Renault 4CV

Редле, що був на той момент наймолодшим дилером французької марки, почав отримувати замовлення на 4CV, допрацьовані для перегонів. У ті роки прості і досить доступні спорткари були відсутні у Франції як клас.

## Заснування компанії
1955 року Жан заснував компанію з обмеженою відповідальністю «Alpine»: «Назва компанії відображає мою пристрасть до водіння гірськими дорогами. Найбільше задоволення в житті я отримав, коли керував в Альпах моїм Renault 4CV. І я зрозумів, що хочу побудувати власну машину, яка могла б передати це неймовірне почуття іншим». 

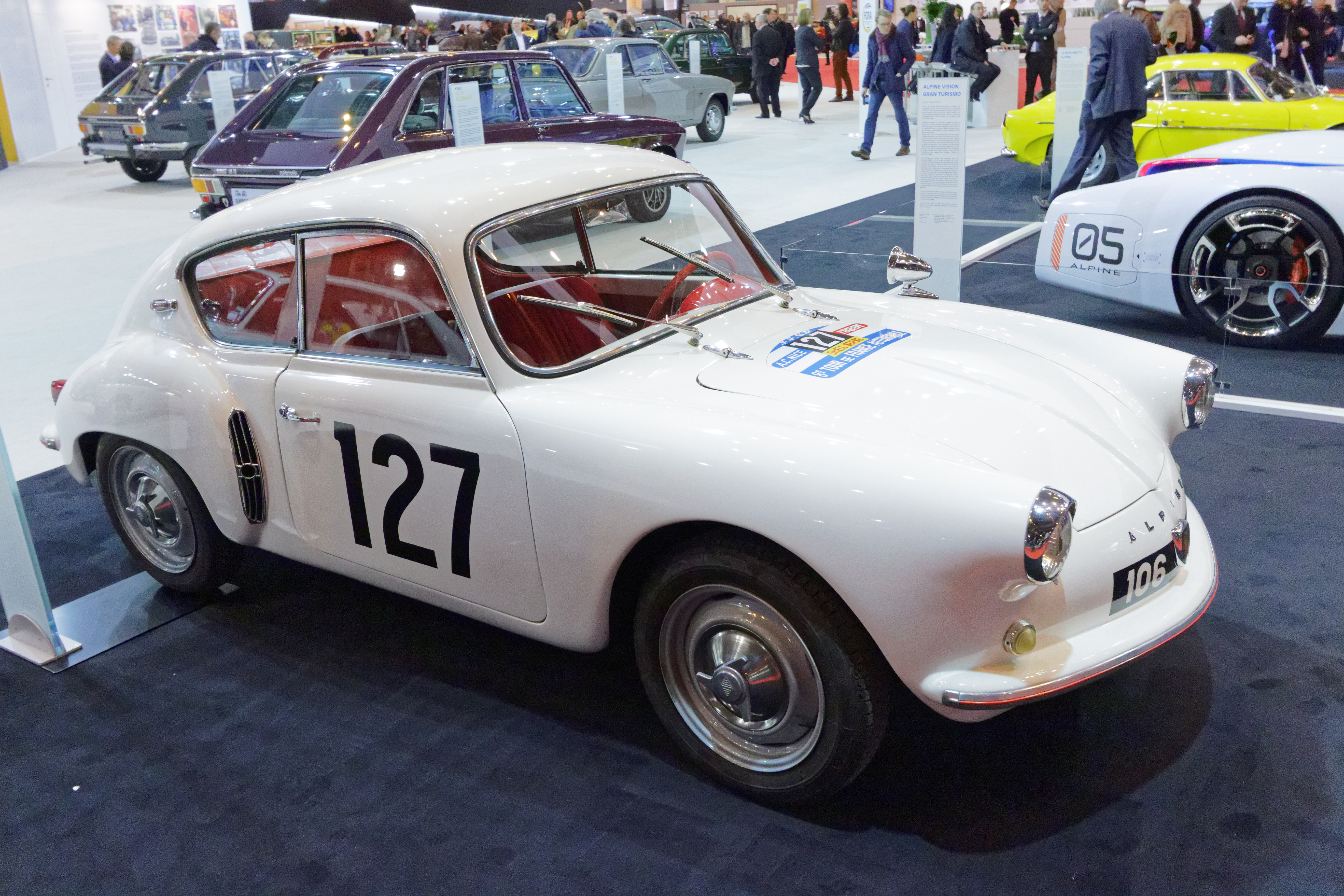
Alpine A106

Основою для першої моделі Alpine став все той же Renault 4CV. Наймасовіший французький автомобіль того часу вважався надійною машиною, проте мав надмірну вагу та жахливу аеродинаміку. Розробку нового кузова довірили молодому італійському фахівцеві Джованні Мікелотті, а виконанням замовлення зайнялися брати Шапп. Брати володіли фірмою Chappe et Gessalin, яка однією з перших в історії налагодила випуск автомобільних кузовів зі склопластику.

## Початок виробництва автомобілів

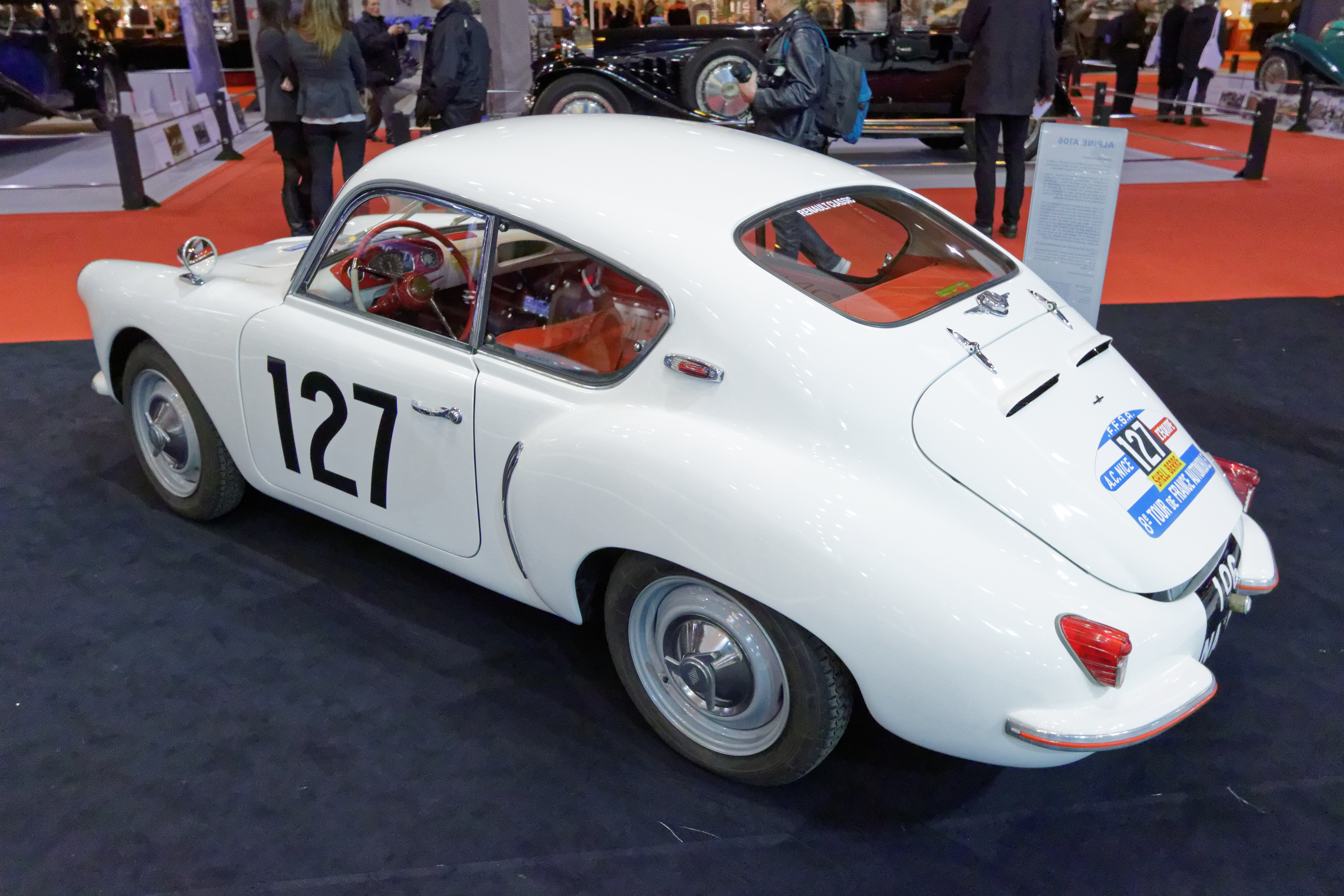
Alpine A106

У 1955 році Alpine уклала офіційну угоду з Renault про постачання шасі, двигунів та інших компонентів для нової марки. І вже у вересні перші три екземпляри Alpine A106, пофарбовані в червоний, білий і синій колір — кольори французького триколора — представлені керівництву Renault на подвір'ї головного підприємства в Біянкурі.
Назва першої моделі стала відсиланням до кодового позначення 1060, 1062 і 1063, під якими проходив сертифікацію оригінальний Renault 4CV. Alpine A106 оснастили 747-кубовою рядною «четвіркою», що розвивала 21, 30 або 43 (версія «Mille Miglia») кінські сили.
Крім стандартної триступеневої трансмісії, A106 можна було замовити і з новітньою п'ятидіапазонною коробкою передач, яка в ті роки коштувала як половина Renault 4CV. Але навіть незважаючи на високу ціну, найбільш укомплектована модель мала гарний попит.

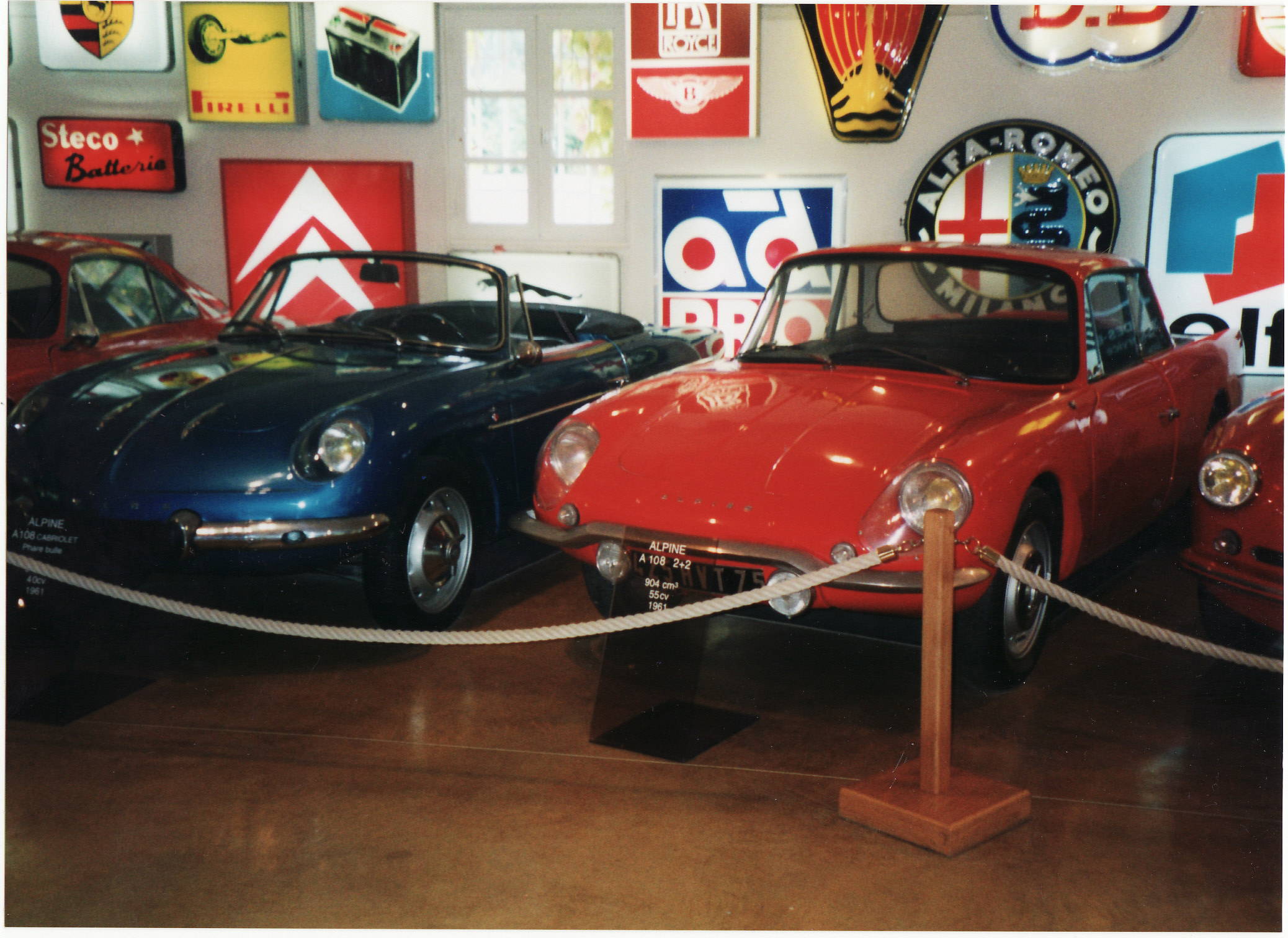
Alpine A108 Cabriolet (зліва)

Через два роки після дебюту A106 французи випустили її відкриту версію, розроблену тим же Мікелотті, а незабаром з'явилася модель A108. Її побудували вже на базі більш сучасної Renault Dauphine, від якої також взяли 37-сильний 845-кубиковий двигун, доопрацьований фірмою Gordini. Трохи пізніше цей мотор розточили до 904 см3, і його віддача збільшилася до 53 к.с.

У 1960 році в моделі з'явилася відкрита модифікація і версія GT4 з посадковою формулою 2+2, які побудували на скелетній рамі. Надалі потужна центральна балка, заднє поздовжнє розташування двигуна і легкий кузов стануть візитівкою всіх моделей Alpine.

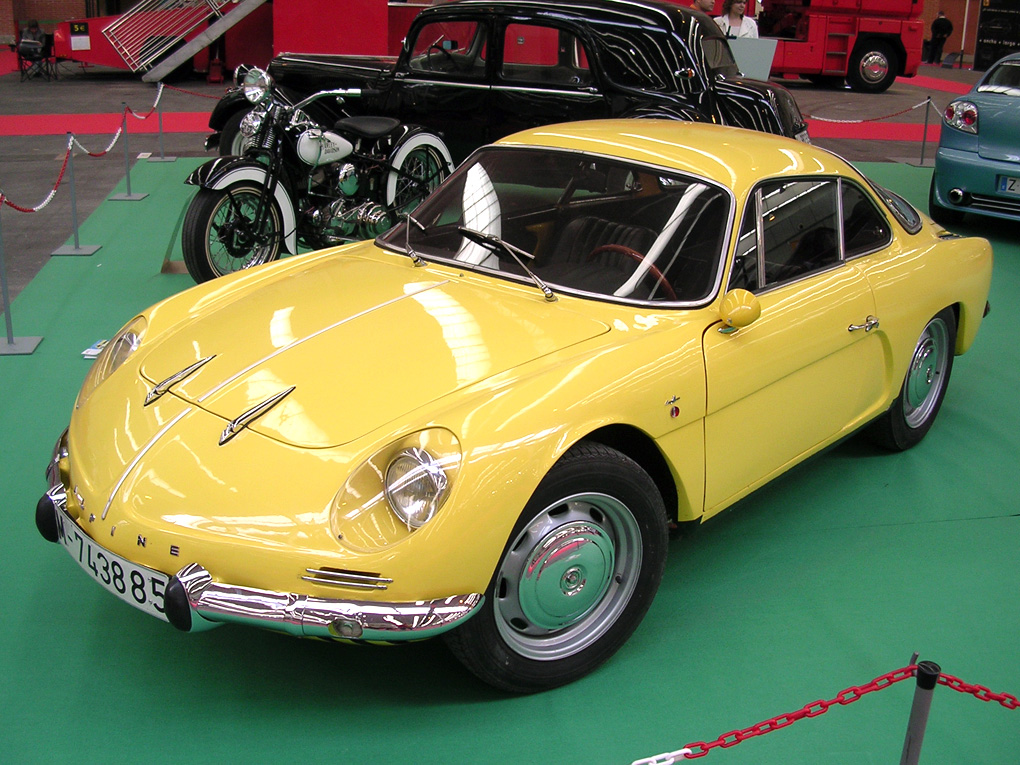
Alpine A108 Berlinette Tour de France

Сама ж A108 відіграла ключову роль у перетворенні Alpine з невеликої гоночної автомайстерні в повноцінного виробника.

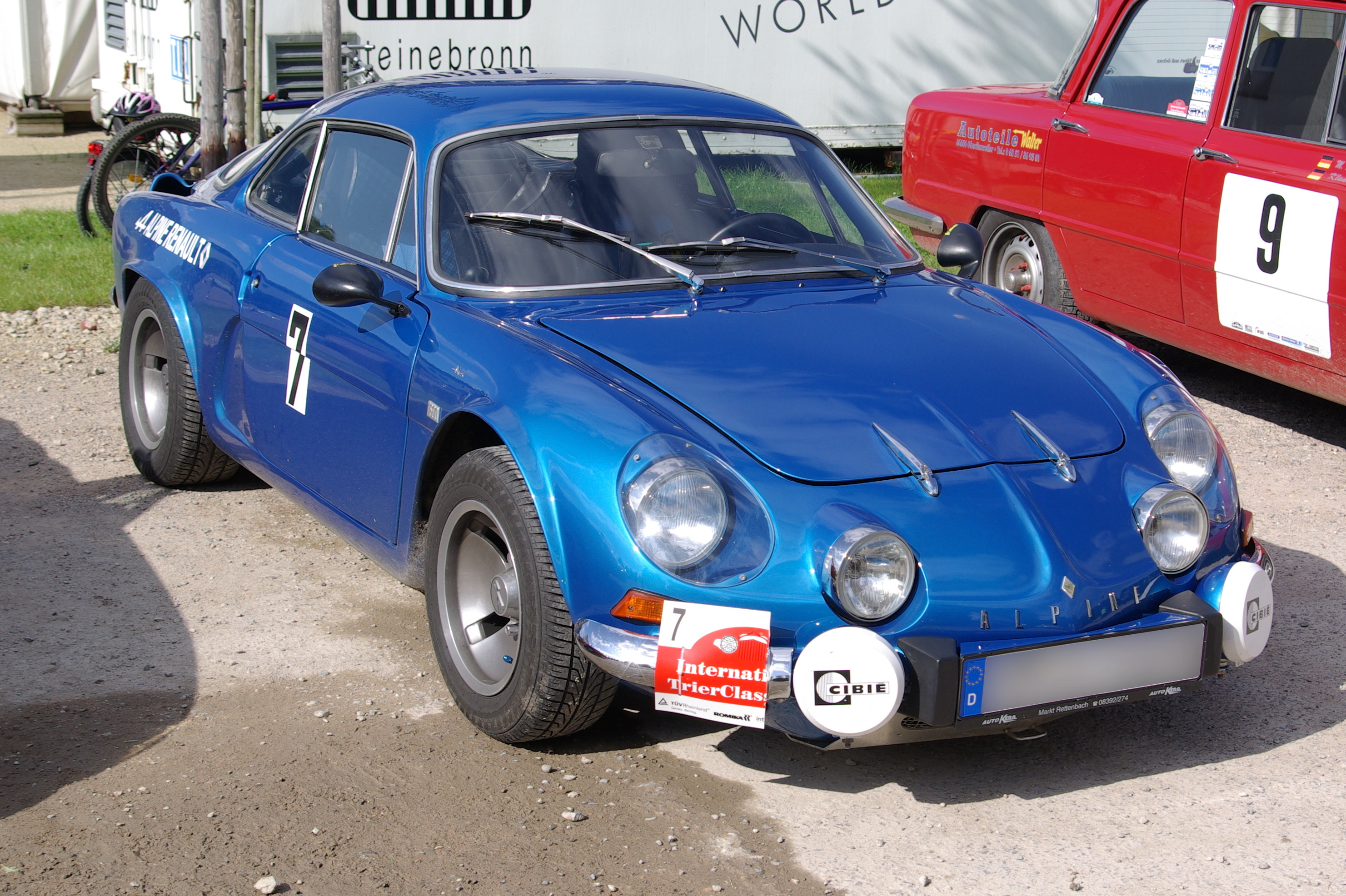
Alpine A110 Berlinette

Комерціалізації компанії сприяла контрактна збірка — з 1962 по 1968 рік Alpine A108 випускалася в Бразилії фірмою Willys-Overland, де продавалася під назвою Willys Interlagos. Вона і підготувала покупців до виходу легендарної моделі A110 «Berlinette», яка згодом стала символом марки Alpine. Саме її худорлявий синій вигляд надихав творців сучасного спорткара Alpine, представленого 16 лютого 2016 року в Монте-Карло.
У 1964 році спортивний прототип Alpine M64 взяв участь у «24 годинах Ле-Мана», стартувавши з 36 позиції. Пройшовши 292 кола, M64 фінішував на 17 місці і здобув перемогу у своєму класі.
Купе Alpine A110, що побачило світ у 1961 році, побудували на шасі Renault R8. Головна зовнішня відмінність від A108 — це повністю змінена задня частина кузова, розрахована на встановлення мотора більшого об'єму. За 15 років виробництва Alpine A110 змінила більше десятка різних силових установок — від стандартного 51-сильного 965-кубикового агрегату від R8 до істотно доопрацьованих 180-сильних двигунів. Загалом випущено близько восьми тисяч екземплярів A110, не рахуючи тих, що збиралися в Мексиці і Болгарії під назвами Dinalpine і Bulgaralpine.

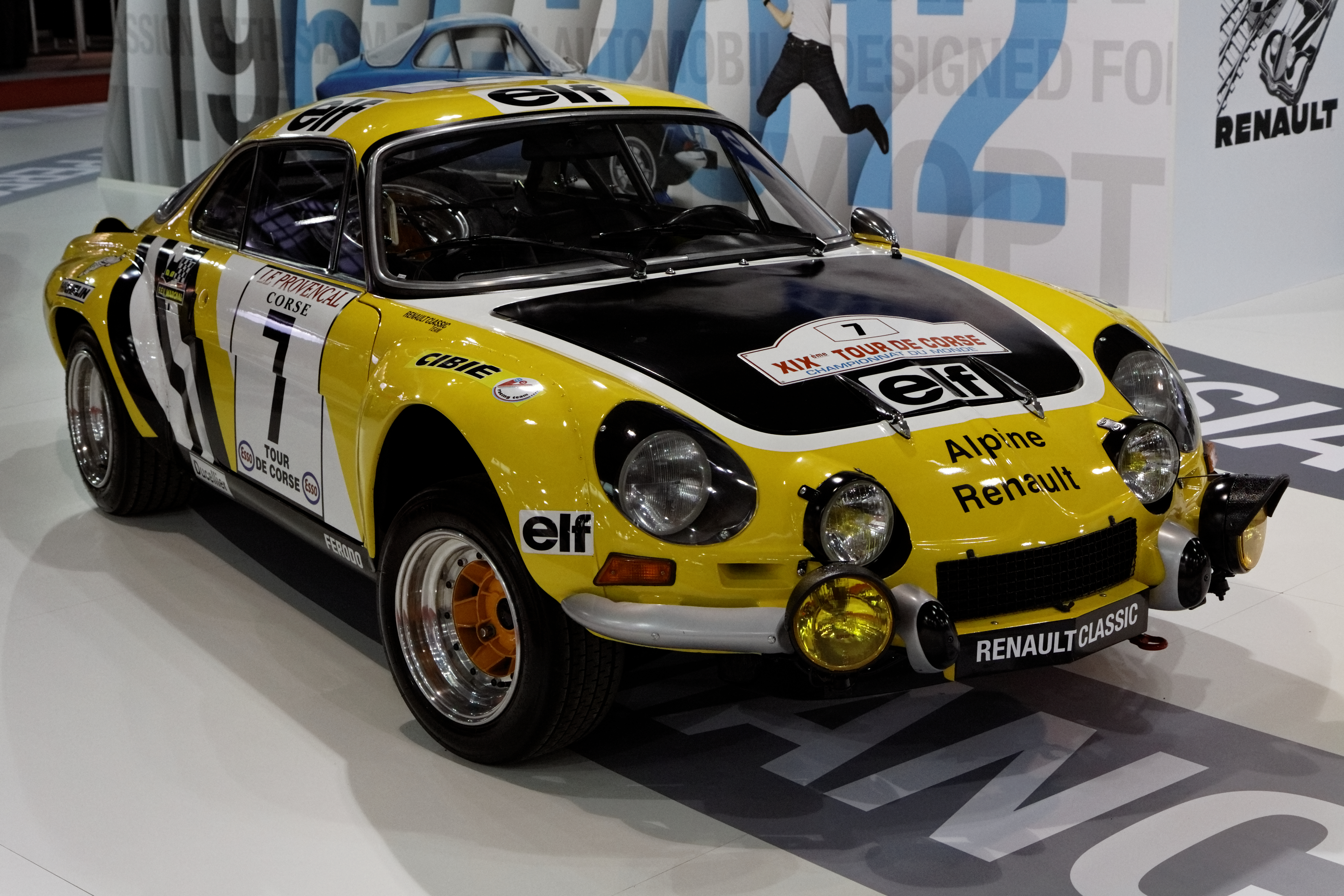
Alpine A110

Наприкінці 1960-х і початку 1970-х років Alpine A110, що відрізнялася відмінною динамікою, стабільністю на високих швидкостях і чудовою керованістю, здобула собі славу найрезультативнішого бійця в ралійних і кільцевих гонках. У 1973 році команда Renault-Alpine стала переможцем першого в історії сезону Чемпіонату світу з ралі WRC, кульмінацією якого стало Ралі Монте-Карло, де французи зайняли п'ять верхніх позицій у підсумковому протоколі.

## Alpine у власності компанії Renault
Успіхи автомобілів Alpine в гоночних змаганнях привели до абсолютної прихильності Renault, яка взяла на себе повне фінансування невеликої компанії. Машини стали продаватися і доставлятися клієнтам через офіційних дилерів Renault в усій Франції. Модифіковані версії купе A110 перебували у розпорядженні спеціального «швидкісного» підрозділу французької поліції, що патрулював великі магістралі. Легке, обладнане 110-сильним 1,6-літровим двигуном, купе могло розганятися швидше, ніж 215 кілометрів на годину, і залишало мало шансів порушникам. Утім, самим патрульним, що несли службу в тісному спорткупе, було не надто комфортно.

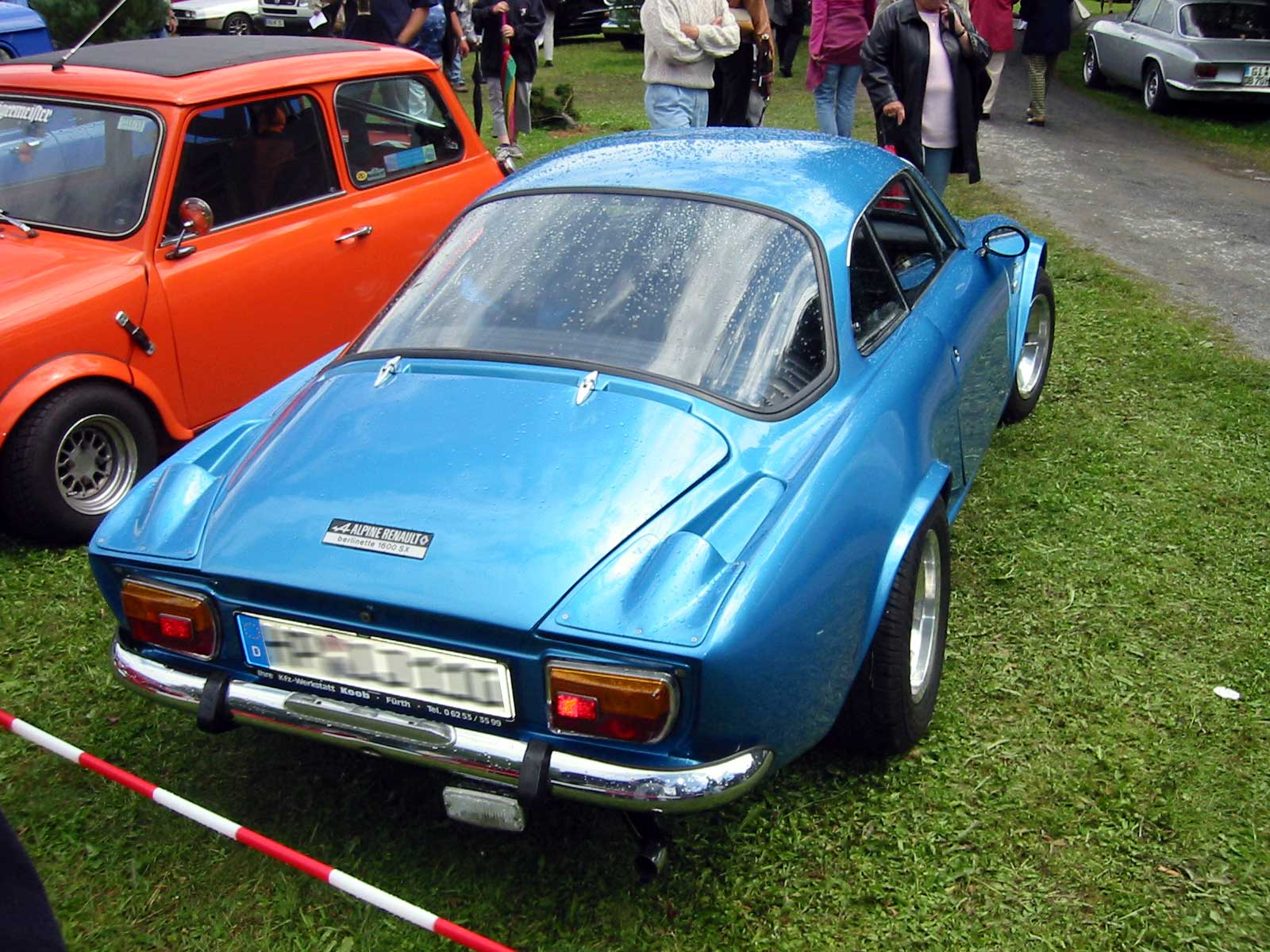
Alpine A110 Berlinette

Однак у середині 1970-х марка «Альпін» стала занепадати. «Громадянська» версія А110, що випускалася протягом майже 15 років, остаточно вичерпала можливості до модернізації, а ралійний автомобіль став жертвою Lancia Stratos. Змагатися з італійським ралі-каром, що спочатку розроблявся для участі в гоночних змаганнях, французам було не до снаги.
У 1973 році продажі автомобілів марки Alpine, якій довелося тимчасово призупинити випуск через нафтову кризу, що вибухнула, впали практично вдвічі. Якщо в 1972 році французи реалізували близько 1,5 тисячі «Альпін», то через два роки ця цифра ледве перевищила 950 штук. Компанія опинилася на межі банкрутства, однак Renault не кинула свого улюбленця. У 1974 році «Рено» повністю викупила активи Alpine і погасила її борги.

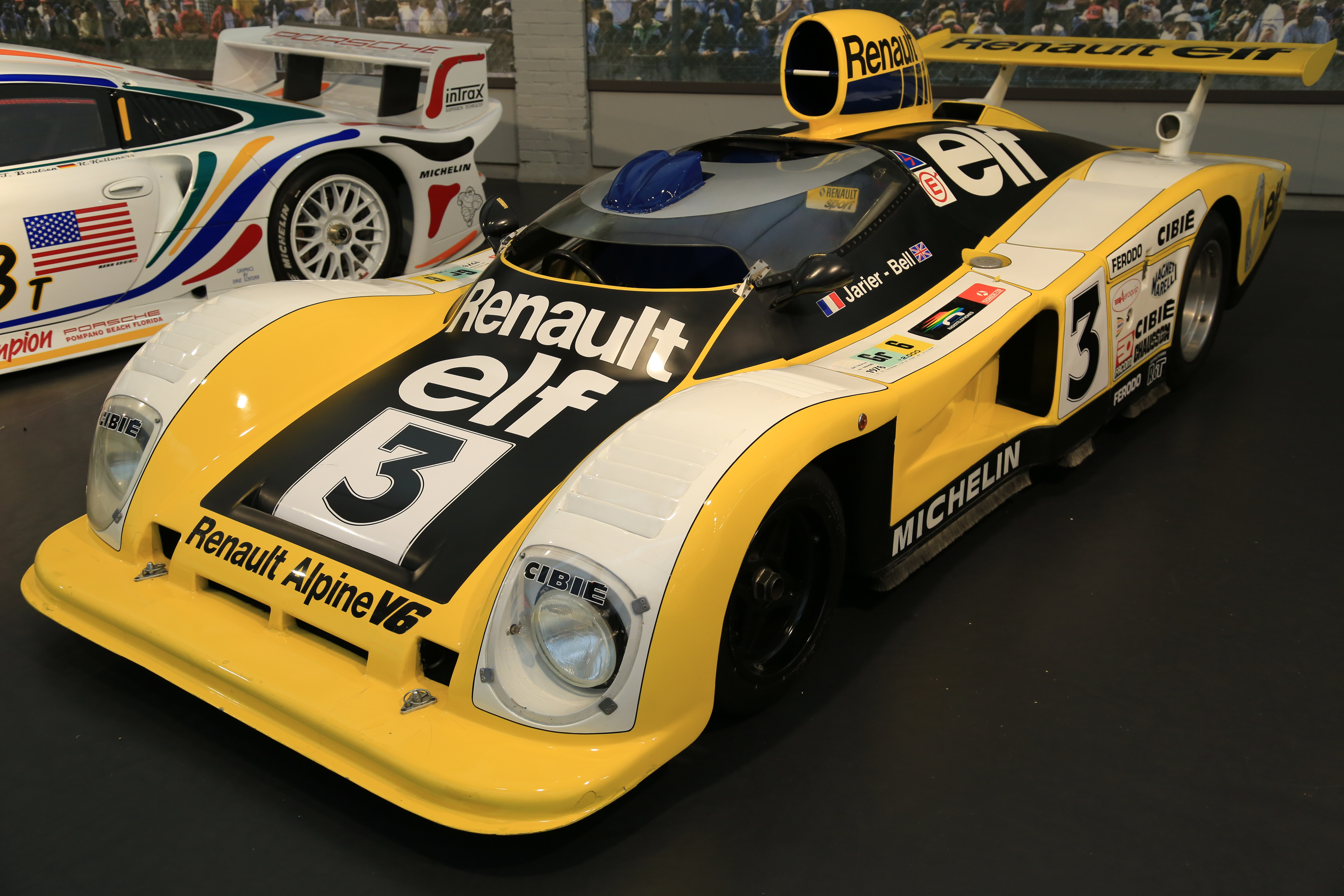
Renault Alpine A442B

Досягши в ралі всього, чого можна побажати, Alpine за підтримки Renault вирішила замахнутися на «Ле-Ман». У 1976 році з фахівців «Альпін» і заводських тюнерів Gordini була сформована команда Renault Sport, що сконцентрувалася на будівництві «переможного» спортпрототипу.

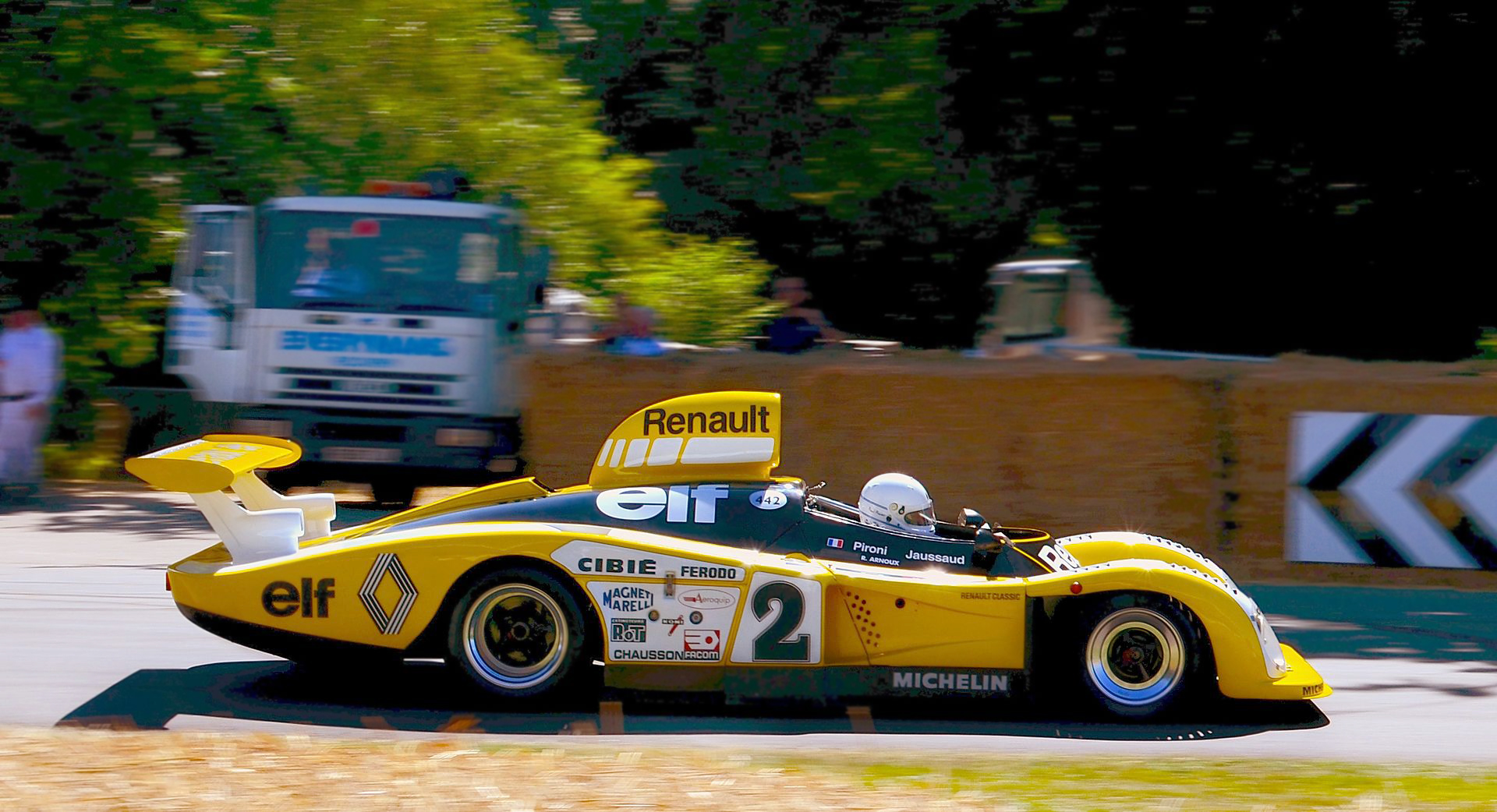
Renault Alpine A442B

Ним став Renault Alpine A442B, оснащений дволітровим мотором V6 Renault-Gordini з турбонагнітачем Garrett. У 1978 році спортпрототип під керуванням Дідьє Піроні і Жана-П'єра Жоссо взяв перший приз у Ле-Мані, залишивши позаду два німецьких екіпажі на Porsche 936.

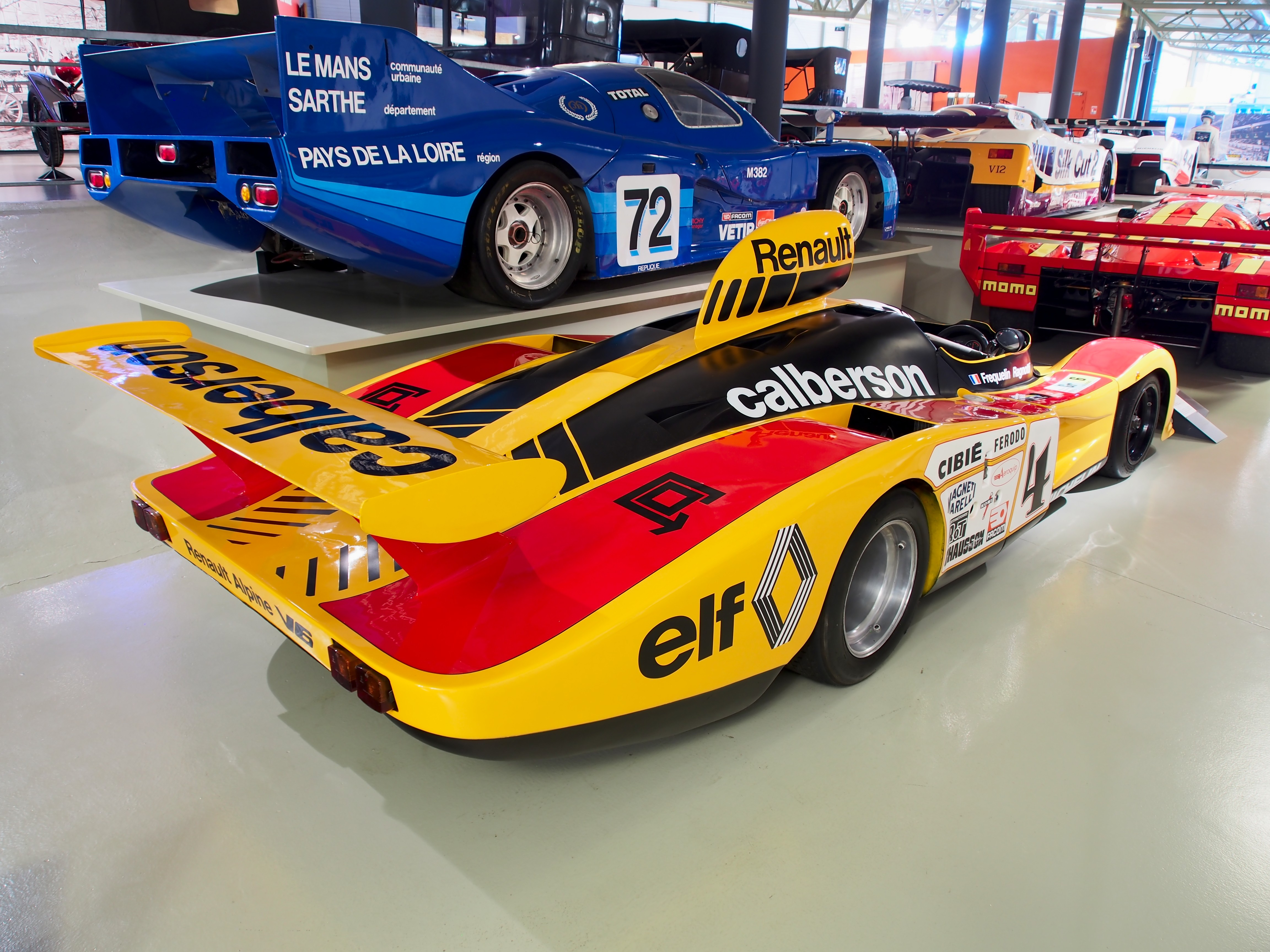
Renault Alpine A442B

Renault Alpine A442, що розігнався на прямій Мюльсанн до 380 кілометрів на годину, до цього дня вважається найшвидшою машиною, до будівництва якої була причетна «Рено».

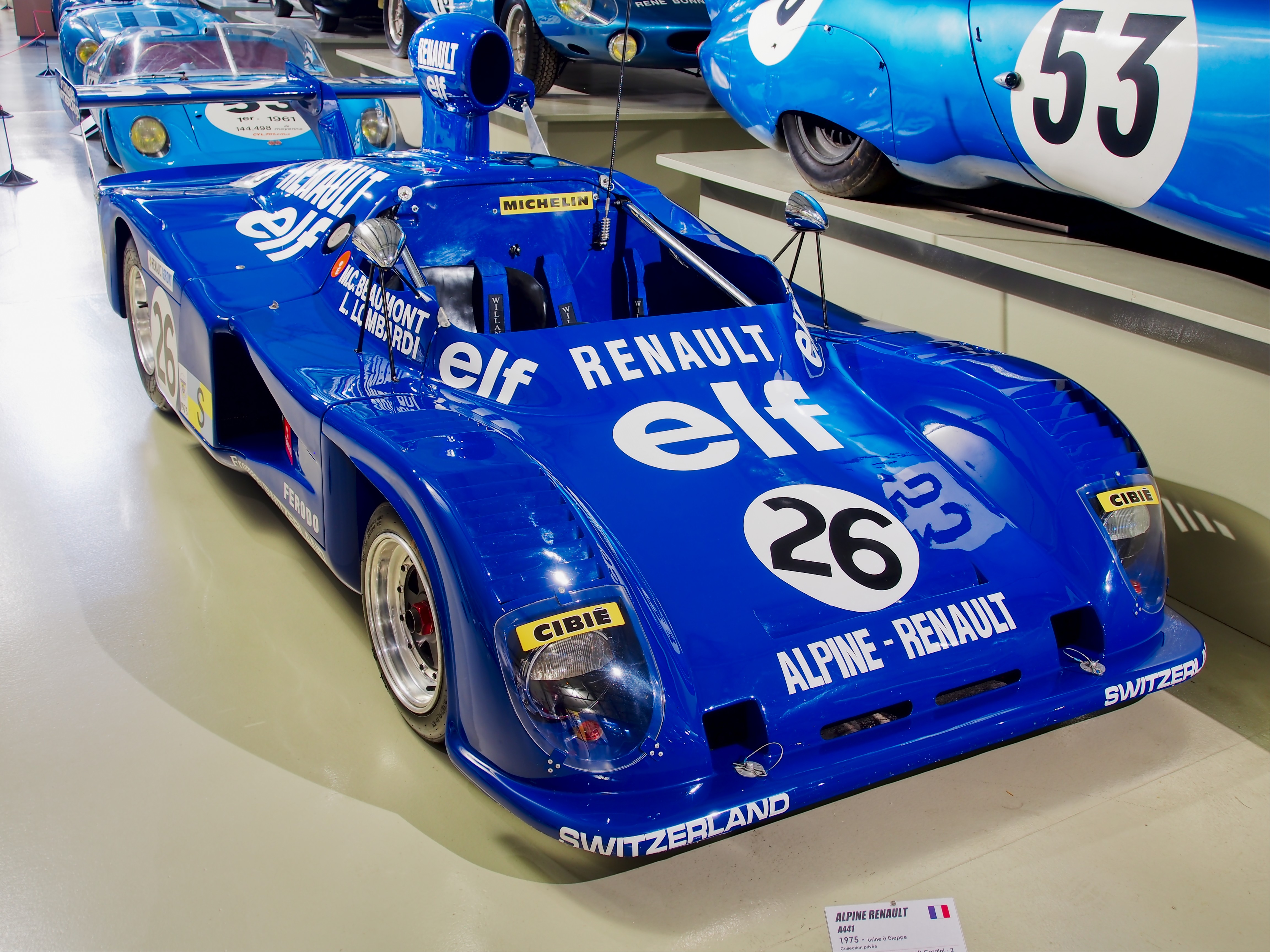
Renault Alpine A441

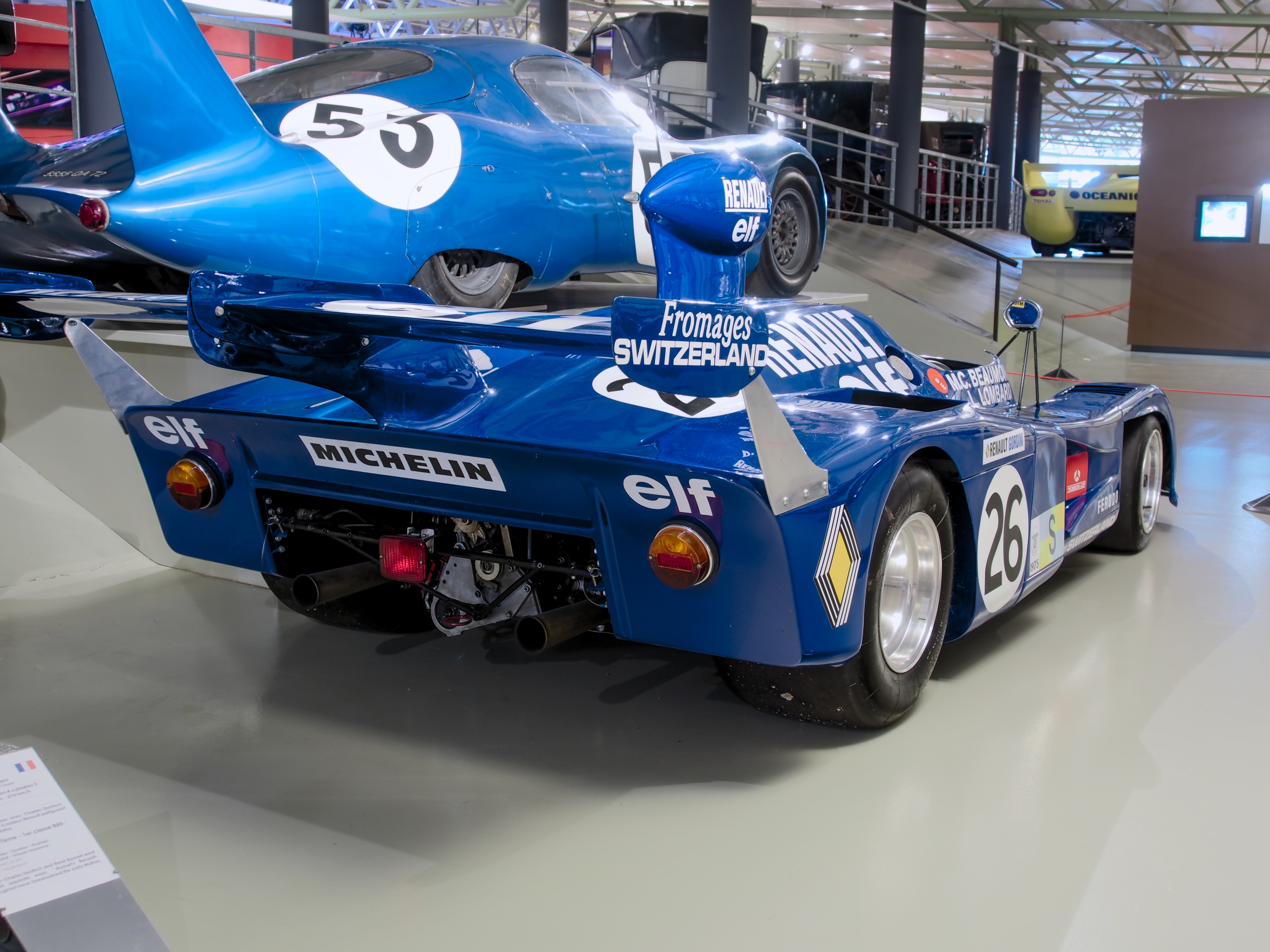
Renault Alpine A441

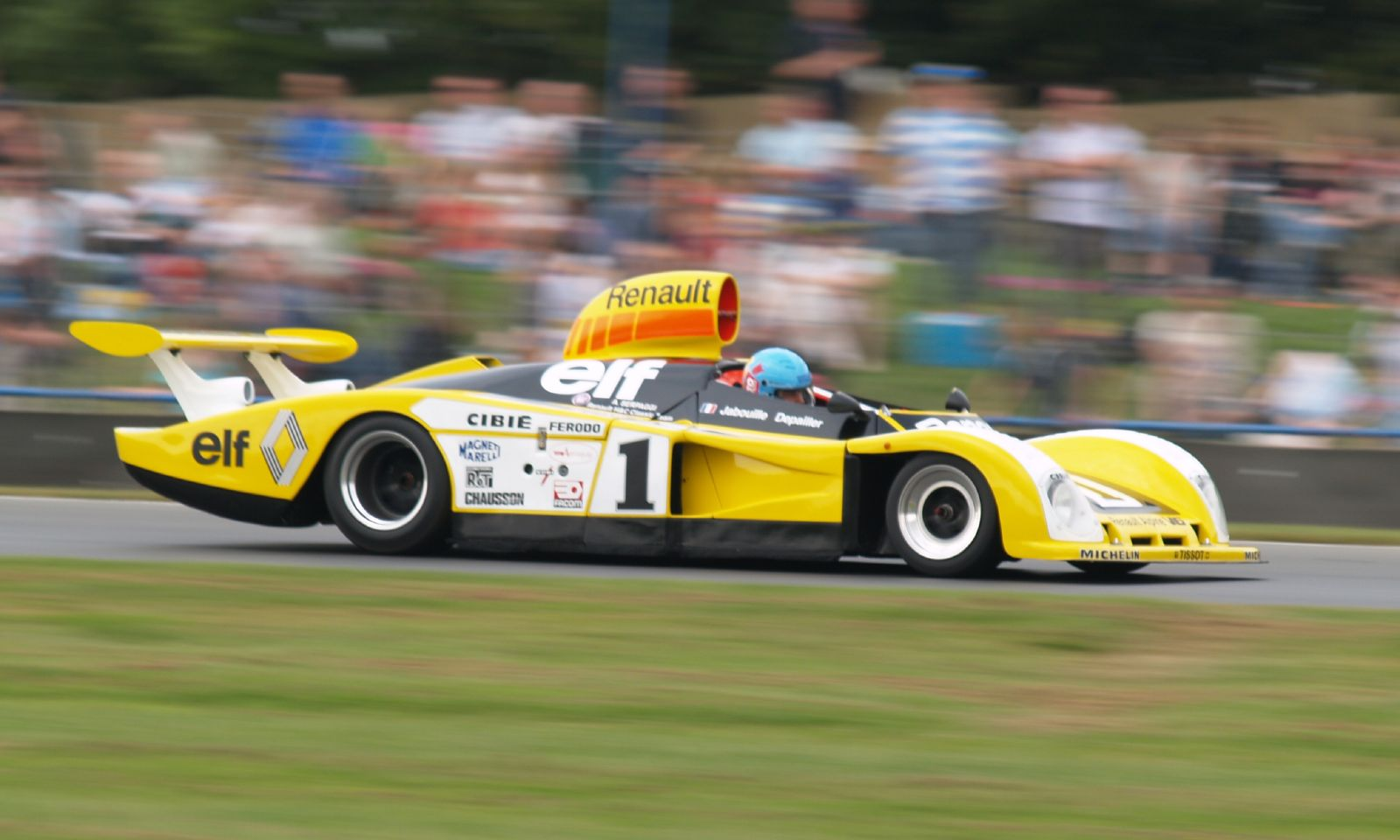
Renault Alpine A443

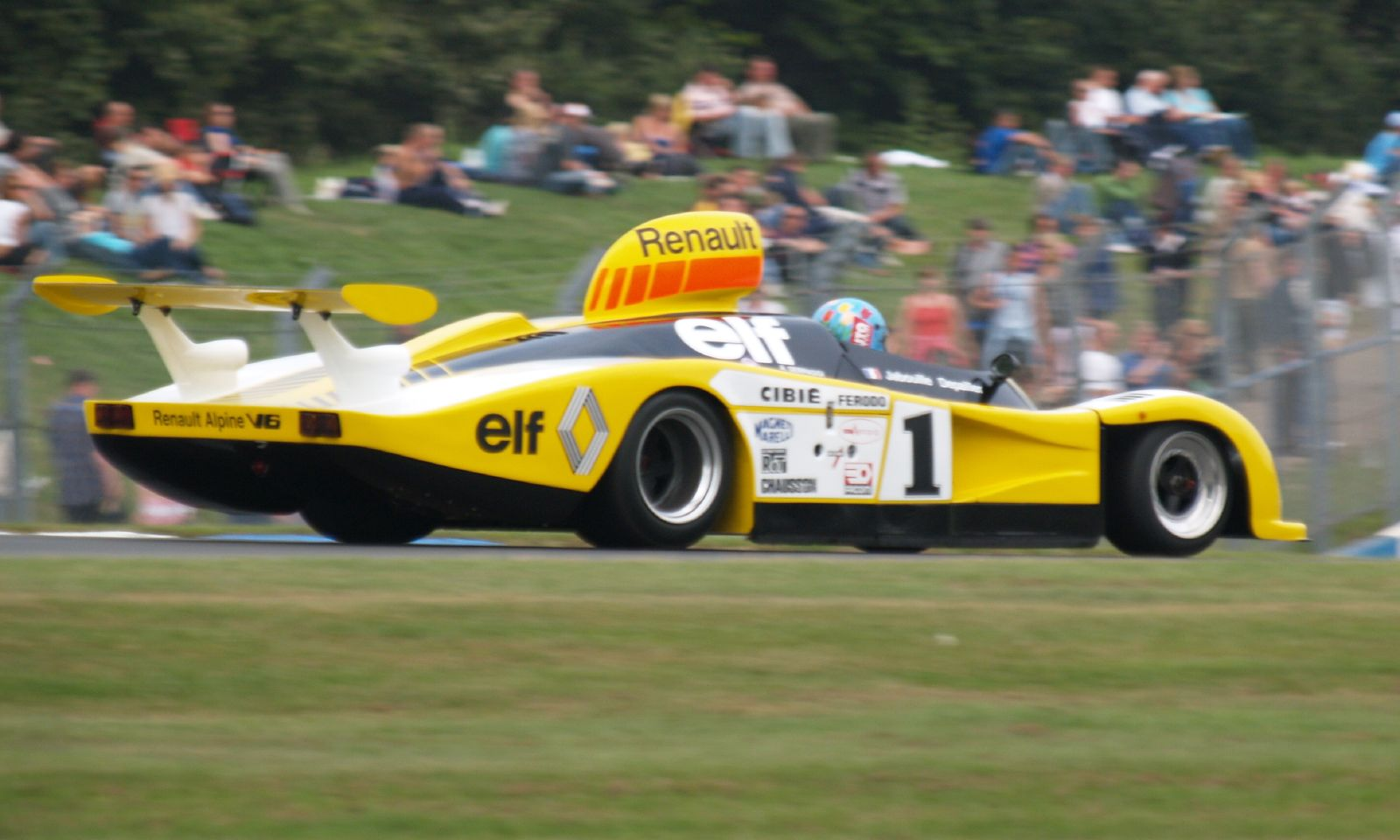
Renault Alpine A443

У 1975 році Renault Alpine A441 здобув перемогу у своєму класі (мотор 2.0) на «1000 кілометрів Монци».

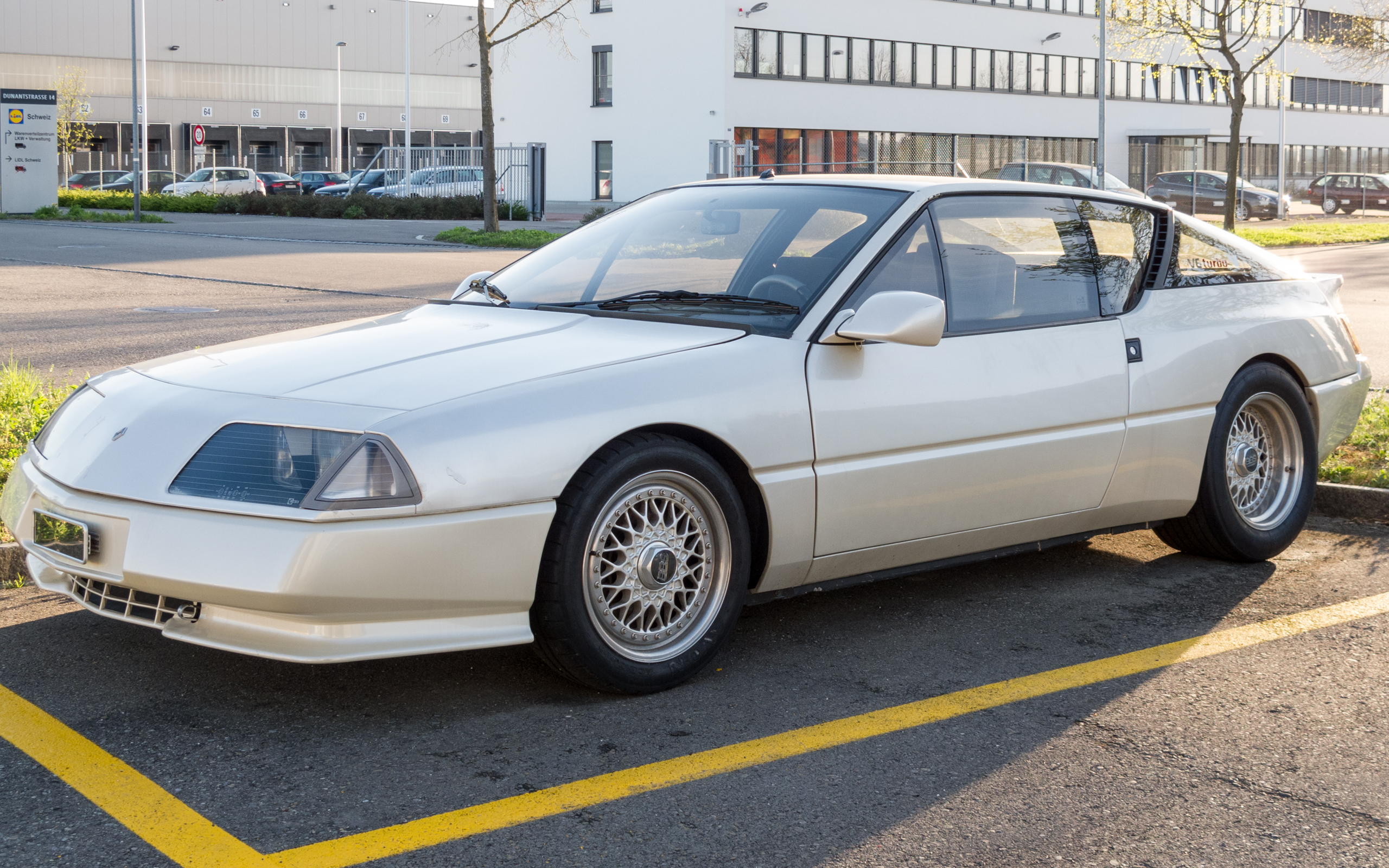
Renault Alpine GTA

Отримавши довгоочікуване фінансування, в 1976 році марка Alpine випустила першу дорожню машину з шестициліндровим двигуном — 150-сильним 2,7-літровим агрегатом V6 PRV, яким оснащувалися топові моделі компаній Peugeot, Renault, Volvo і навіть знаменитий DeLorean DMC-12. Це була оновлена модель A310, яка до цього випускалася лише з чотирициліндровим 1,6-літровим двигуном.
Щоправда, на продажі поява нової версії майже не вплинула, адже машини Alpine виходили занадто дорогими. Процес побудови одного автомобіля, зібраного вручну, був гранично трудомістким і вимагав не менше 130 годин. Тому щороку знаходилося не більше тисячі охочих купити ексклюзивний французький автомобіль, здатний потягатися з Porsche 911. Загалом з 1971 по 1984 рік випущено 2,3 тисячі машин з чотирициліндровим мотором і 9,3 тисячі — з двигуном V6.

## Автомобілі Renault Alpine

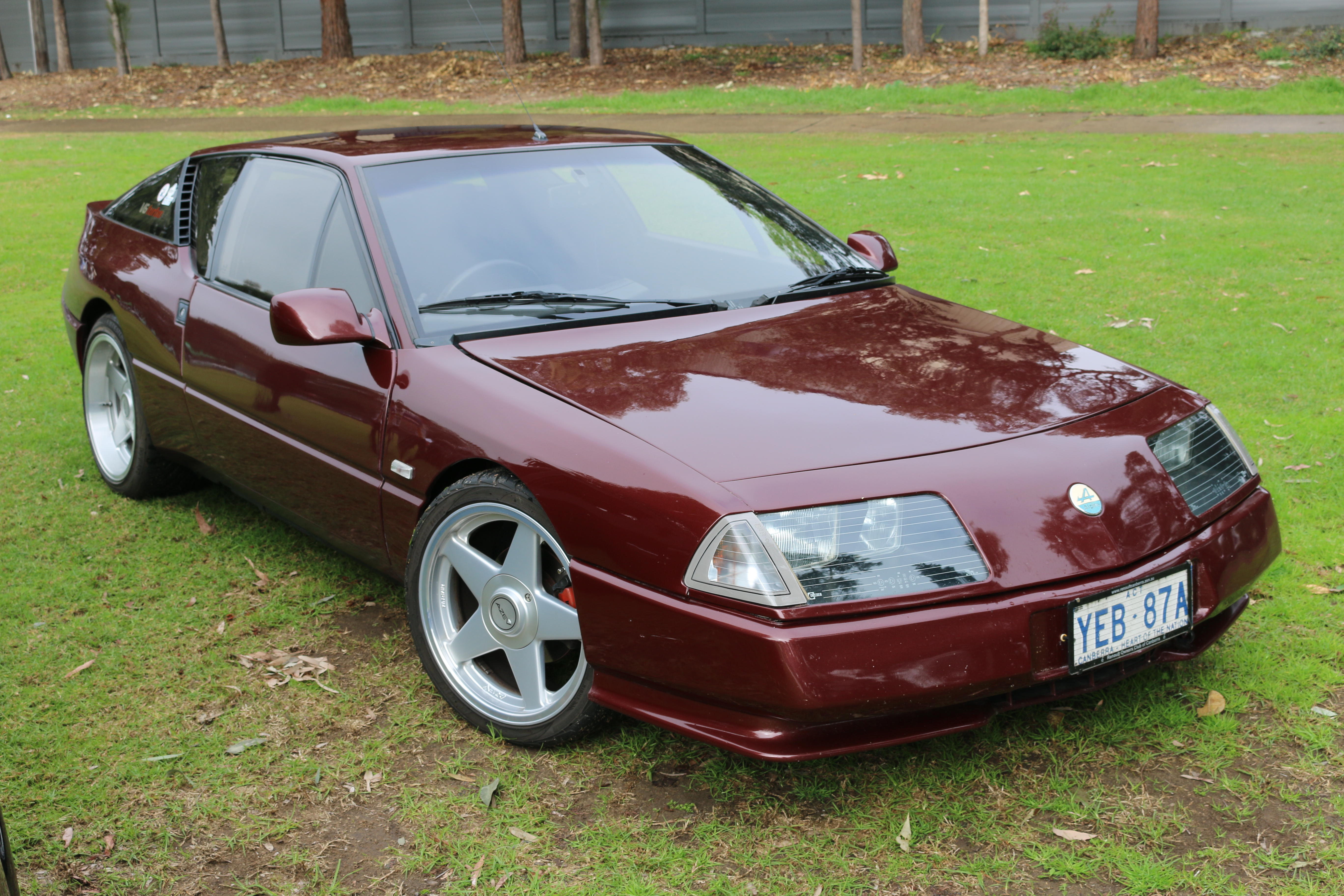
Renault Alpine GTA V6 Turbo

На зміну A308 прийшла модель GTA (Gran Turismo Alpine), яка вже продавалася під брендом Renault Alpine. Спорткар отримав новий склопластиковий кузов з використанням поліефірних волокон. Купе, оснащене 160-сильним 2,8-літровим атмосферним двигуном V6, мало коефіцієнт лобового опору 0,28. На той момент це був найкращий показник серед спорткарів з безнаддувними агрегатами.
Пізніше лінійка двигунів Renault Alpine GTA поповнилася 2,5-літровою «турбошісткою», і ця машина виявилася легшою і спритнішою свого основного конкурента — Porsche 944, — але й дорожчою. Французам вдалося скоротити час будівництва однієї машини майже вдвічі (з 130 до 77 годин), проте на ціну це не вплинуло. Alpine, як і раніше, продавала трохи більше тисячі автомобілів на рік.

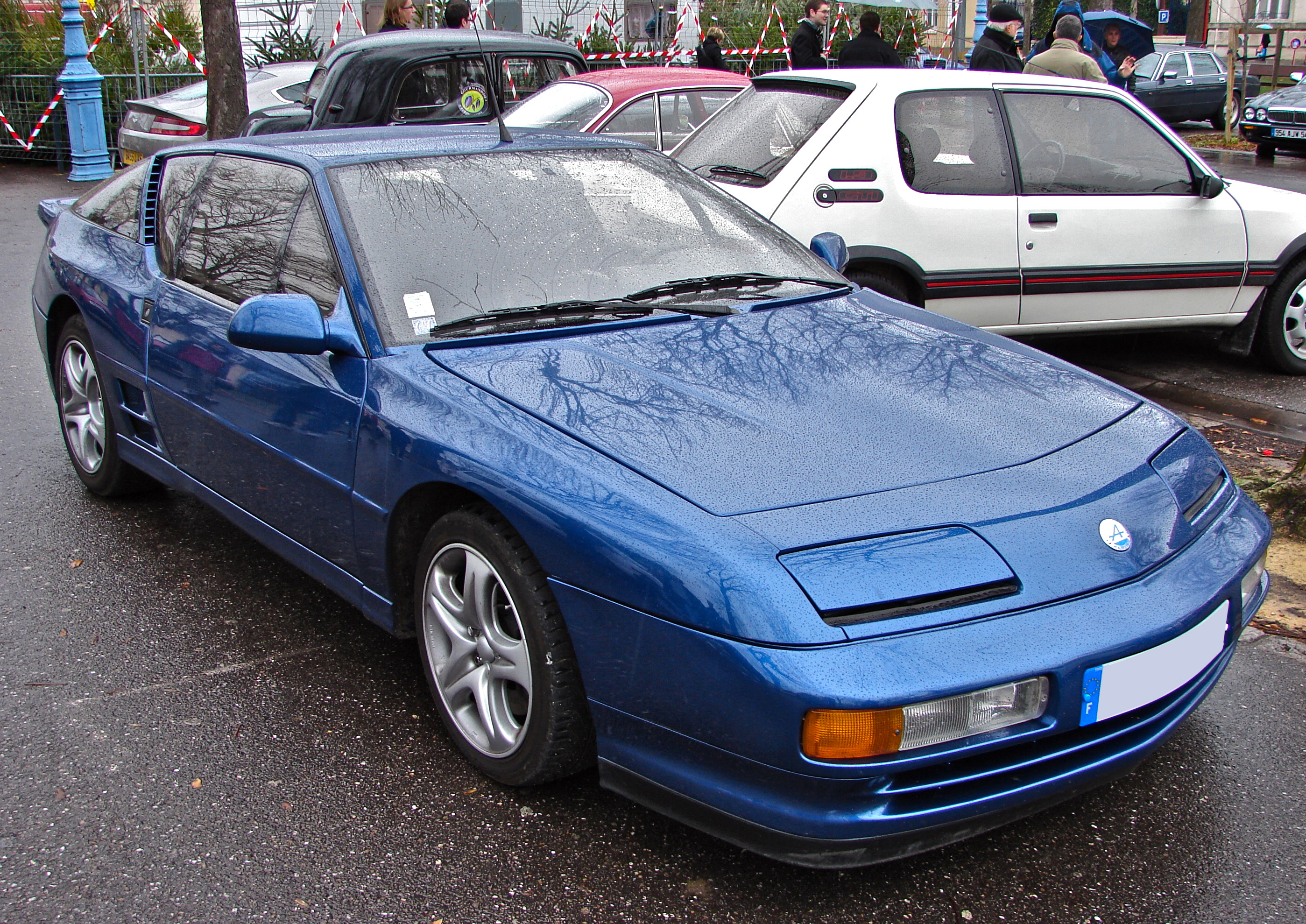
Renault Alpine A610

Друге покоління моделі GTA, яка отримала назву A610, не змогло виправити ситуацію. Топова версія купе оснащувалася 280-сильним трилітровим турбомотором V6 PRV, що забезпечував швидкість 100 км/год за 5,5 секунди і розганяв машину до 290 кілометрів на годину. Модель отримала схвальні відгуки в пресі, включаючи британське телешоу Top Gear, однак від банкрутства «Альпін» це не врятувало.

## Припинення виробництва автомобілів. Закриття компанії
Історія марки підійшла до кінця в середині 90-х років, коли керівництво Renault ухвалило рішення не витрачати гроші на модернізацію вже безповоротно застарілих задньомоторних машин. Марку Alpine було скасовано, а в 1996 році на звільнених потужностях в Дьєппі налагодили випуск принципово нового спорткара — Renault Sport Spider.

## Відродження марки

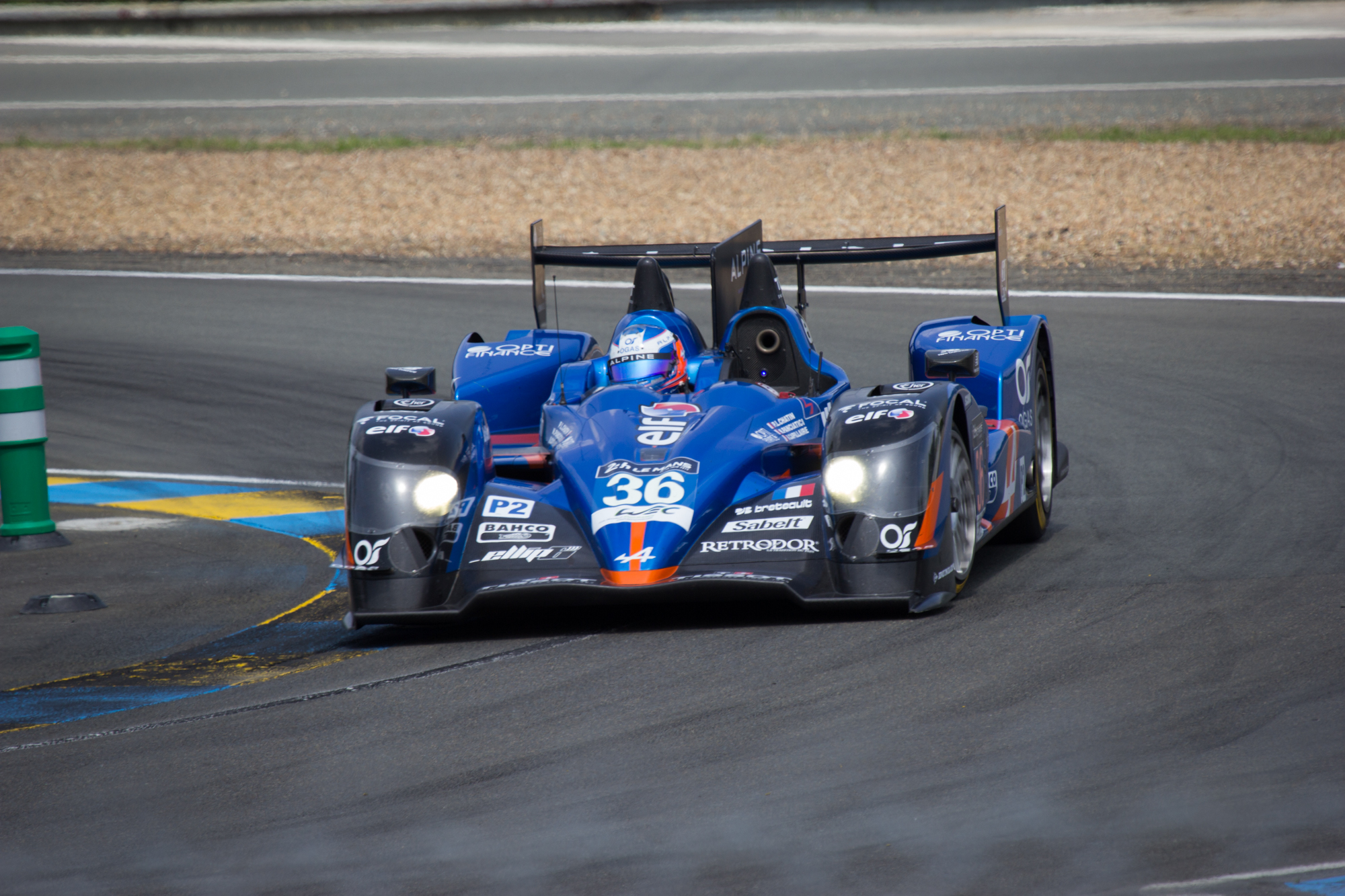
Alpine A450B

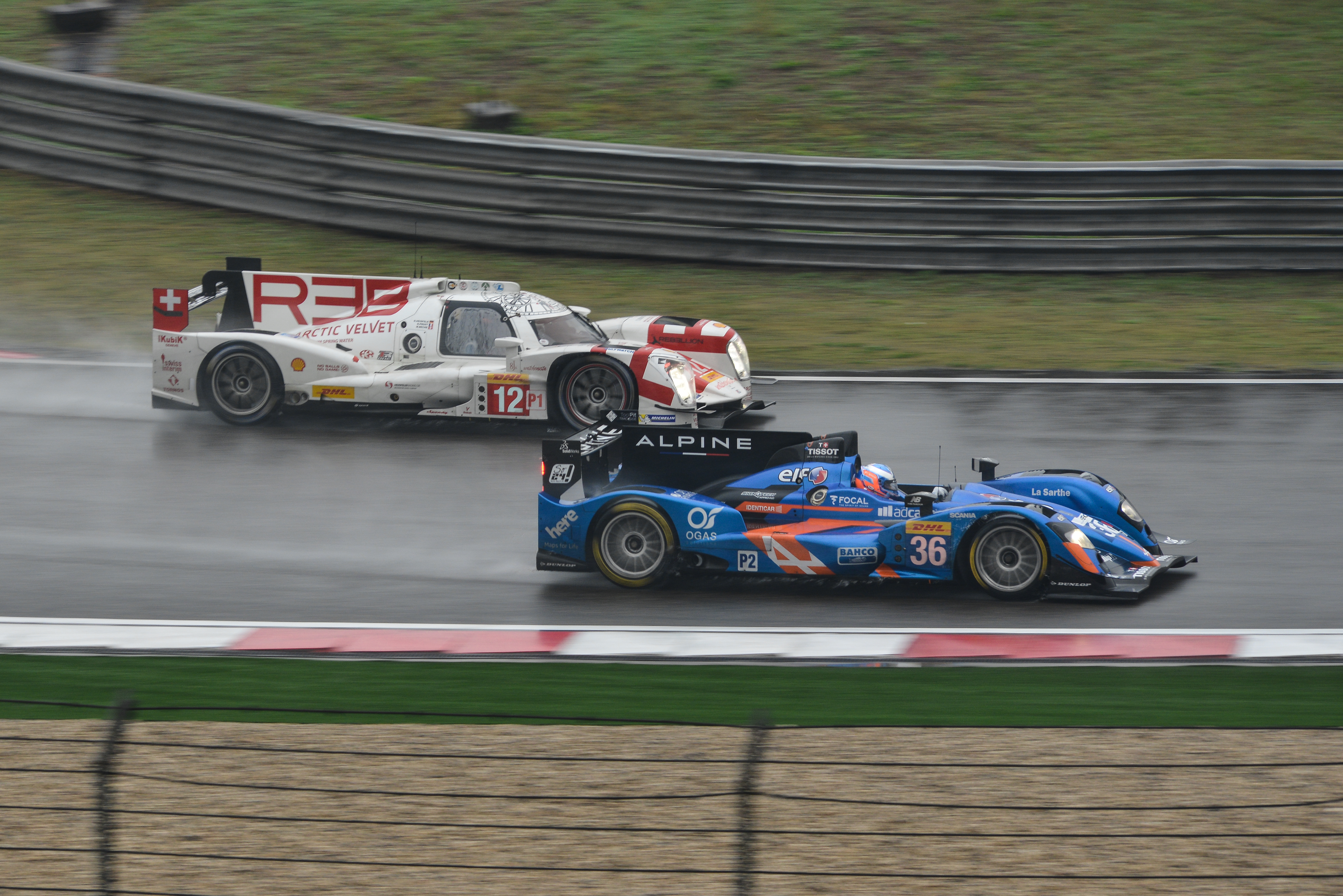
Alpine A450B

У 2013 році французи повернулися в «24 години Ле-Мана» на спортпрототипі Alpine A450 після 35-річної перерви. За підсумками гонки екіпаж Alpine посів дев'яте місце в класі LMP2.

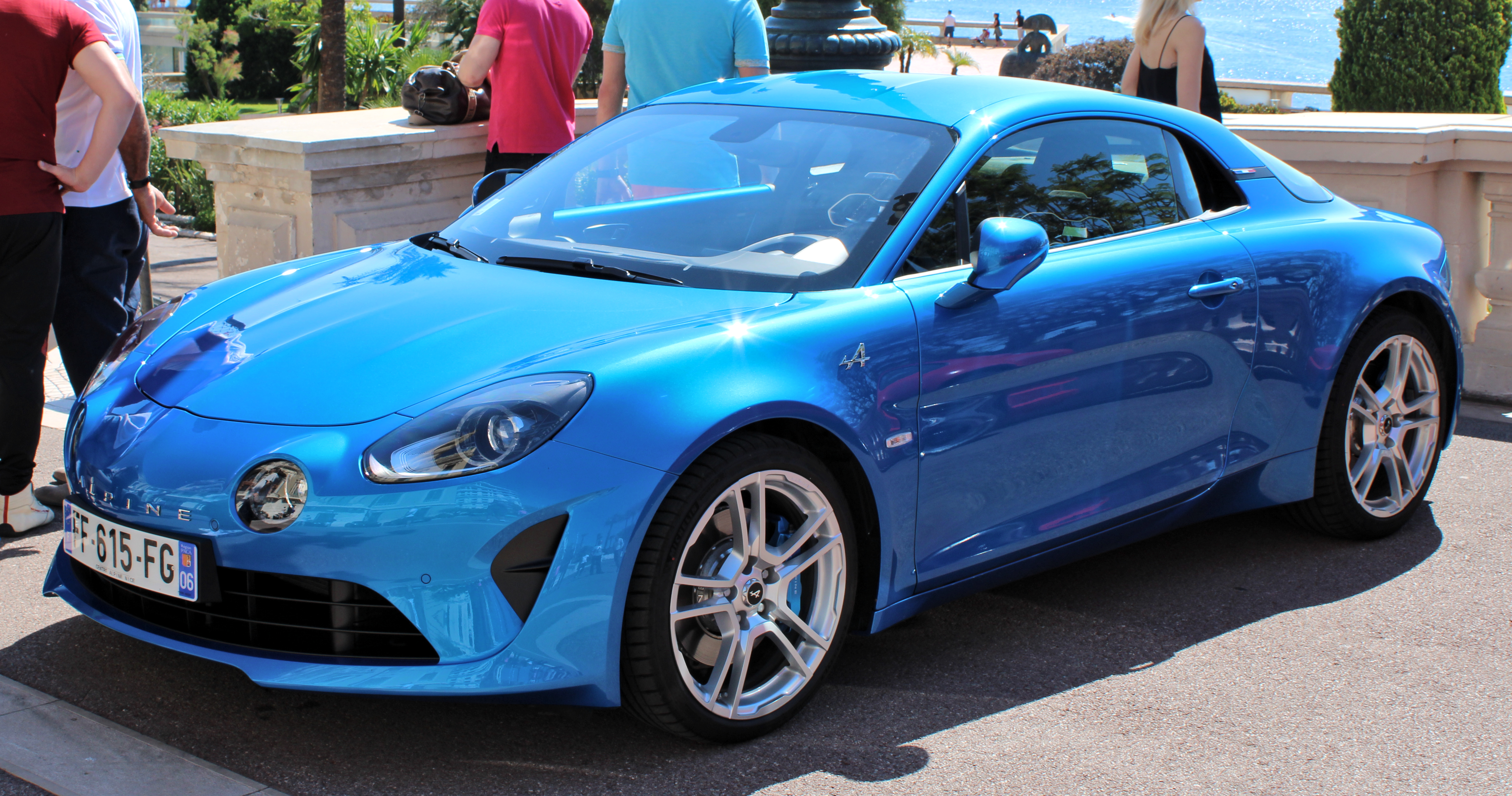
Alpine A110

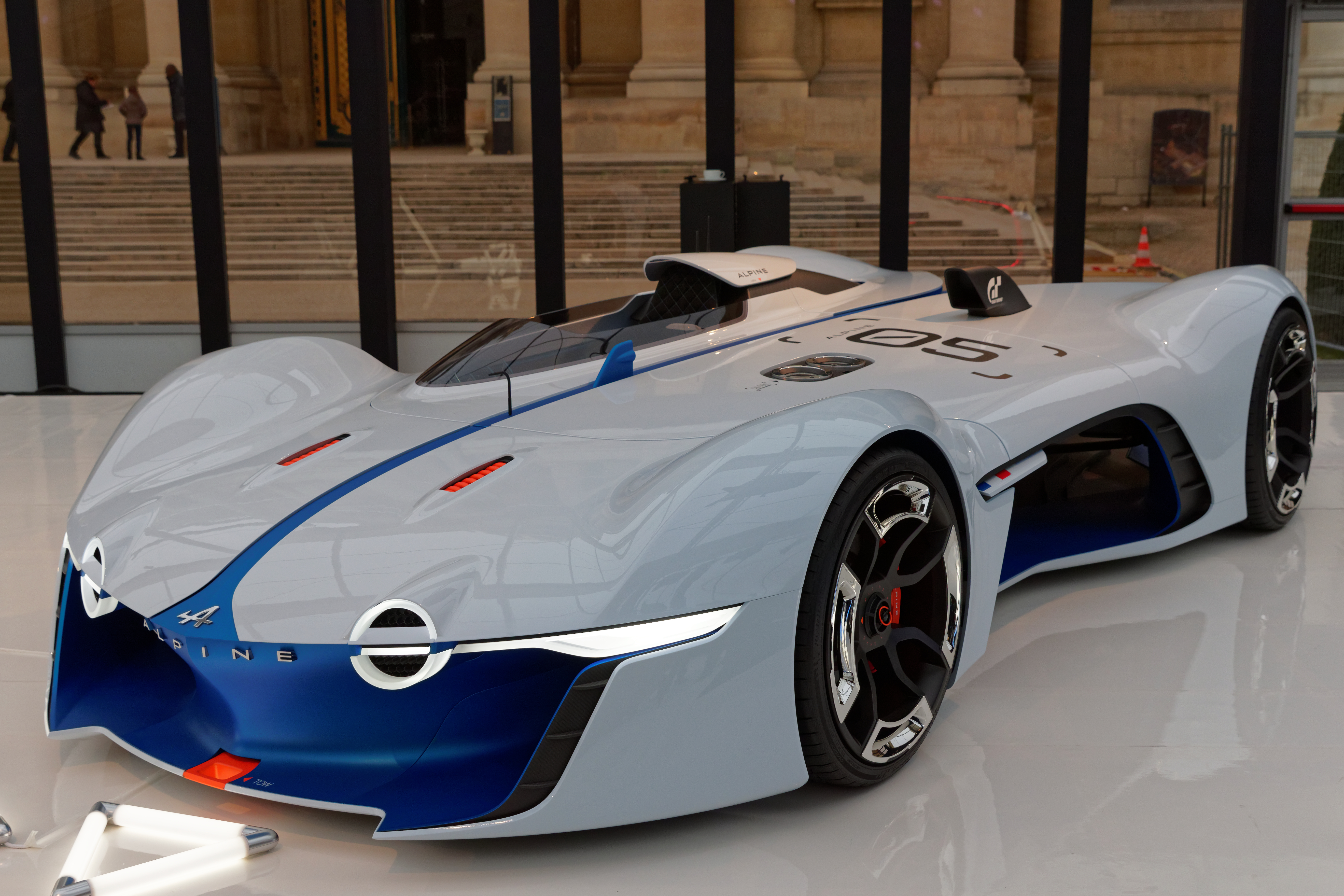
Концепт Alpine Vision Gran Turismo

У 2017 році французи знову повернулися зі середньомоторним спорткаром. Передсерійний прототип моделі дебютував 16 лютого 2016 року в Монте-Карло — поруч з «місцями бойової слави» легендарного Alpine A110. Готову машину представили восени 2017 року на Паризькому автосалоні.
Купе оснастили 1,8-літровою «турбочетвіркою», потужністю 250—300 кінських сил і роботизованою коробкою передач. Спорткар, у якого набір швидкості 100 км/год займає менше 4,5 секунди, бореться за покупців з Audi TT, Porsche Cayman і Alfa Romeo 4C.
В Alpine сподівалися на перших початках випускати до трьох тисяч машин щорічно і розвернутися на повну потужність до 2020 року. Французи прогнозували, що до того моменту ринок маленьких преміальних спорткарів зросте на 50 відсотків і справи відродженої марки по-справжньому підуть угору.

## Модельний ряд

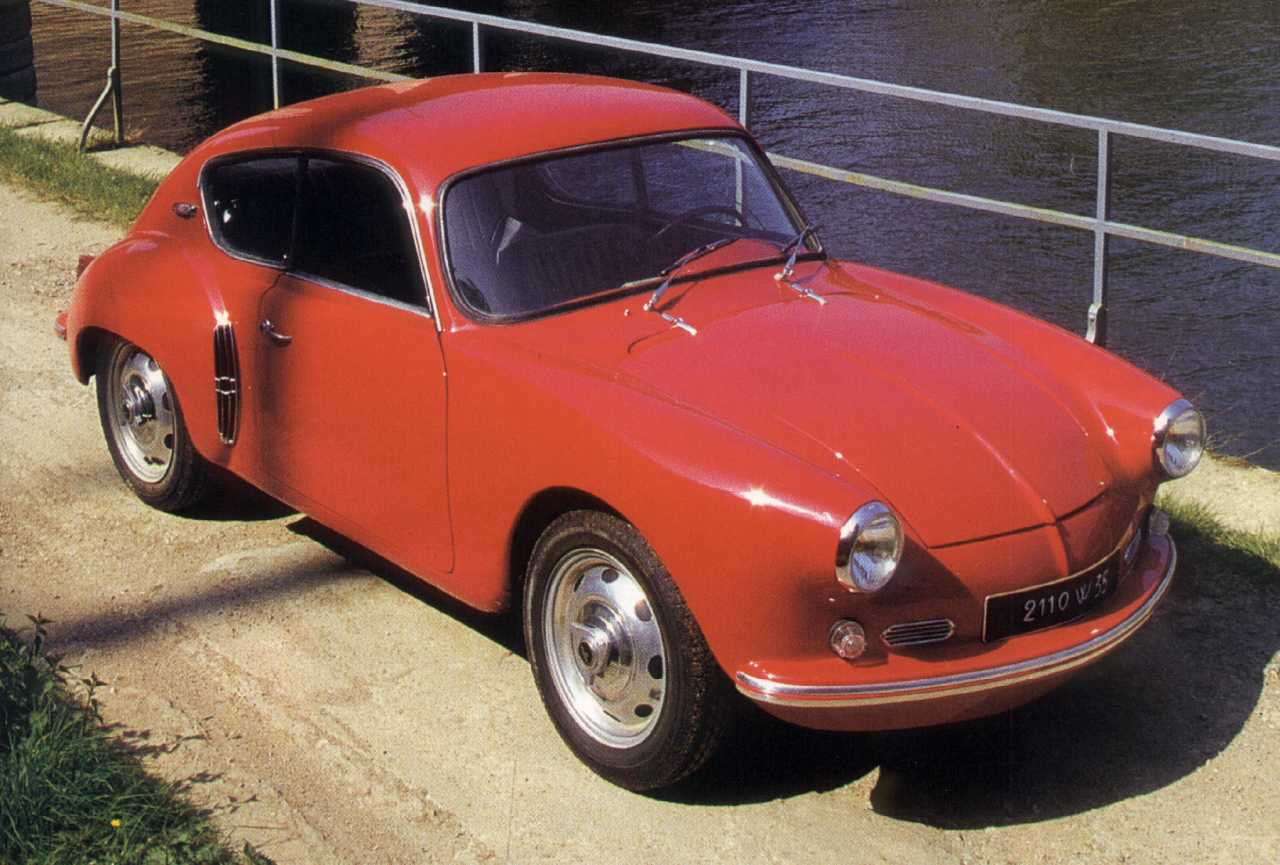
Alpine A110 (2017-)
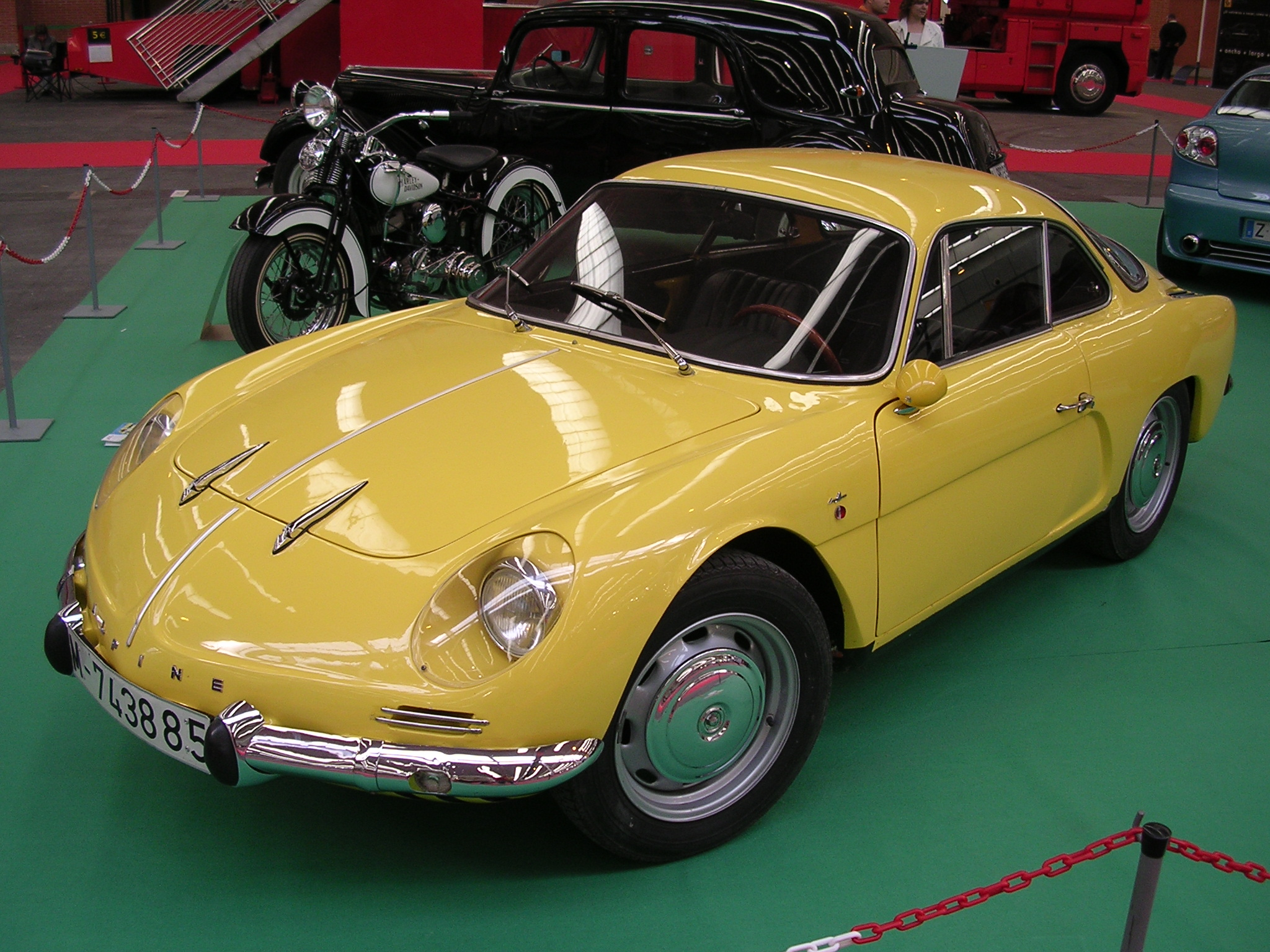
Alpine A290 (2024-)
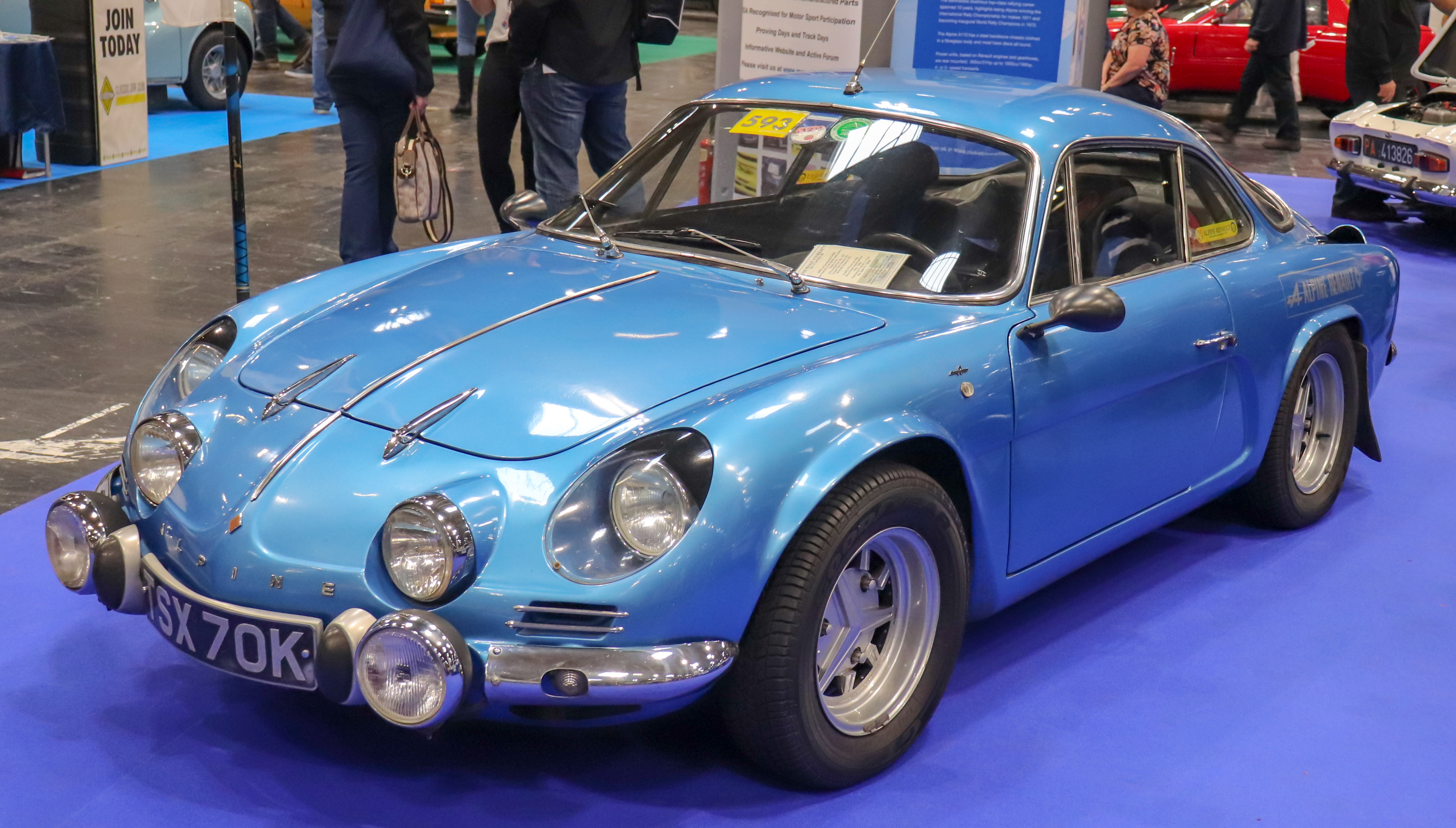
Alpine A390 (2025-)
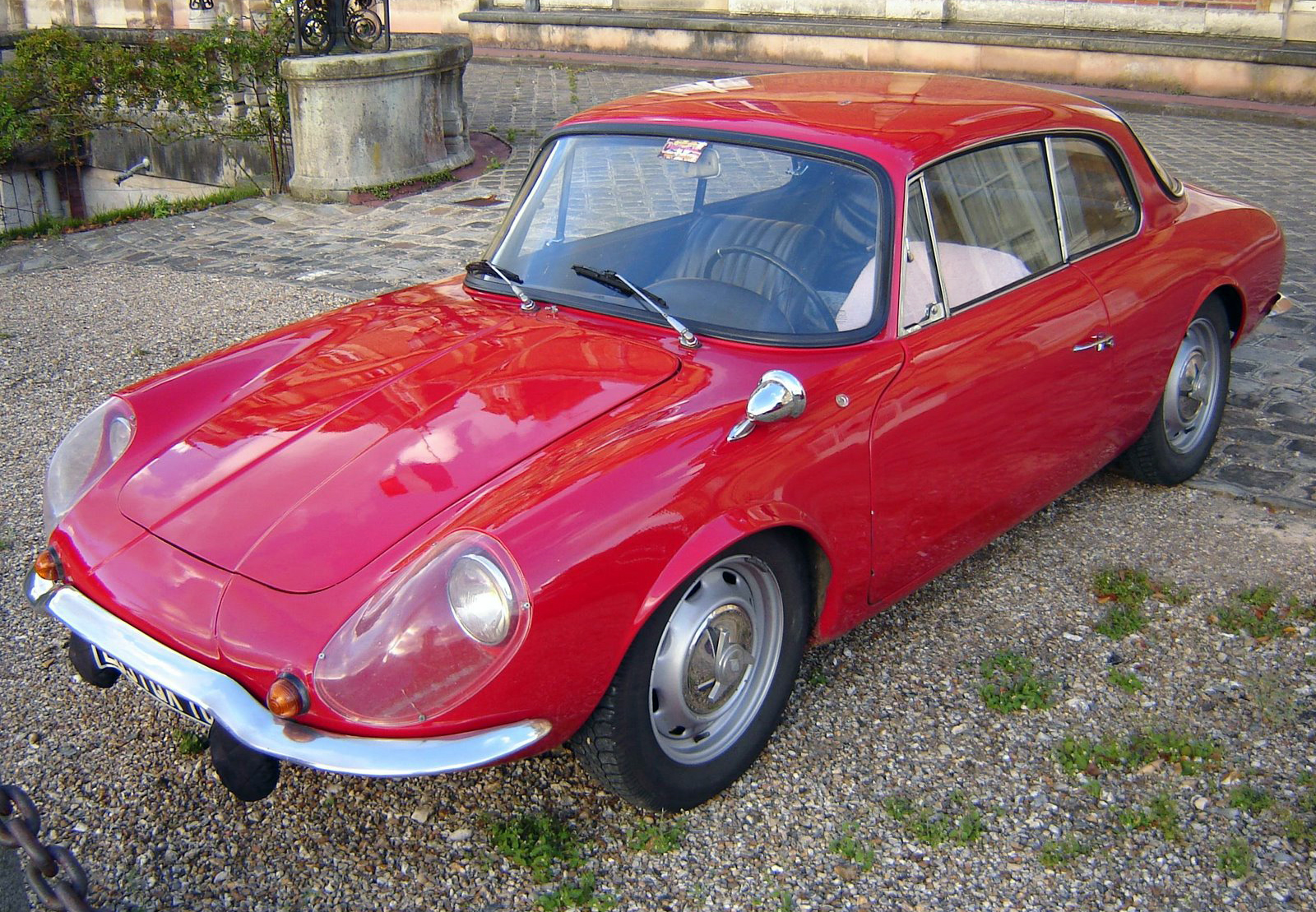
Alpine GT4
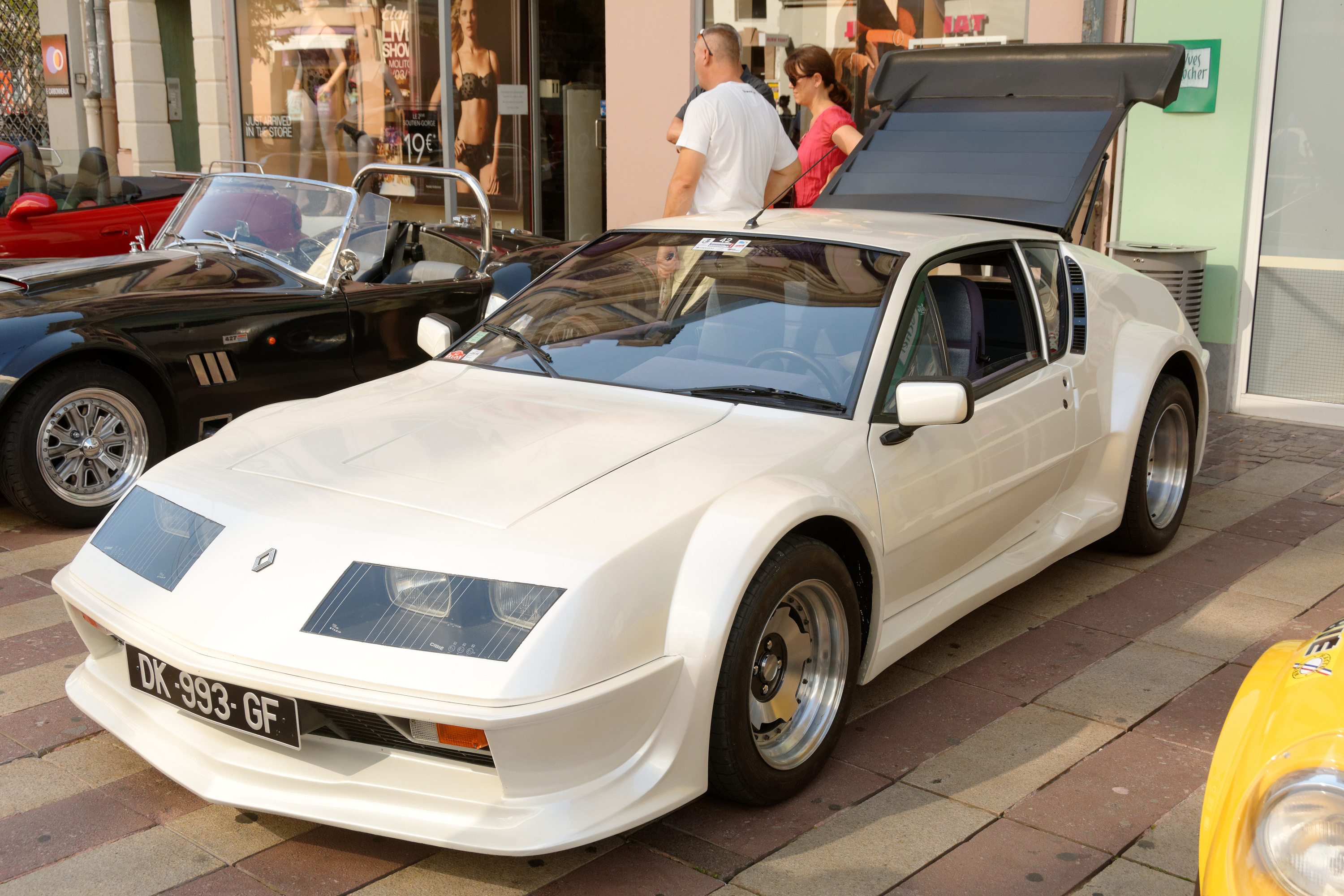
Alpine A310
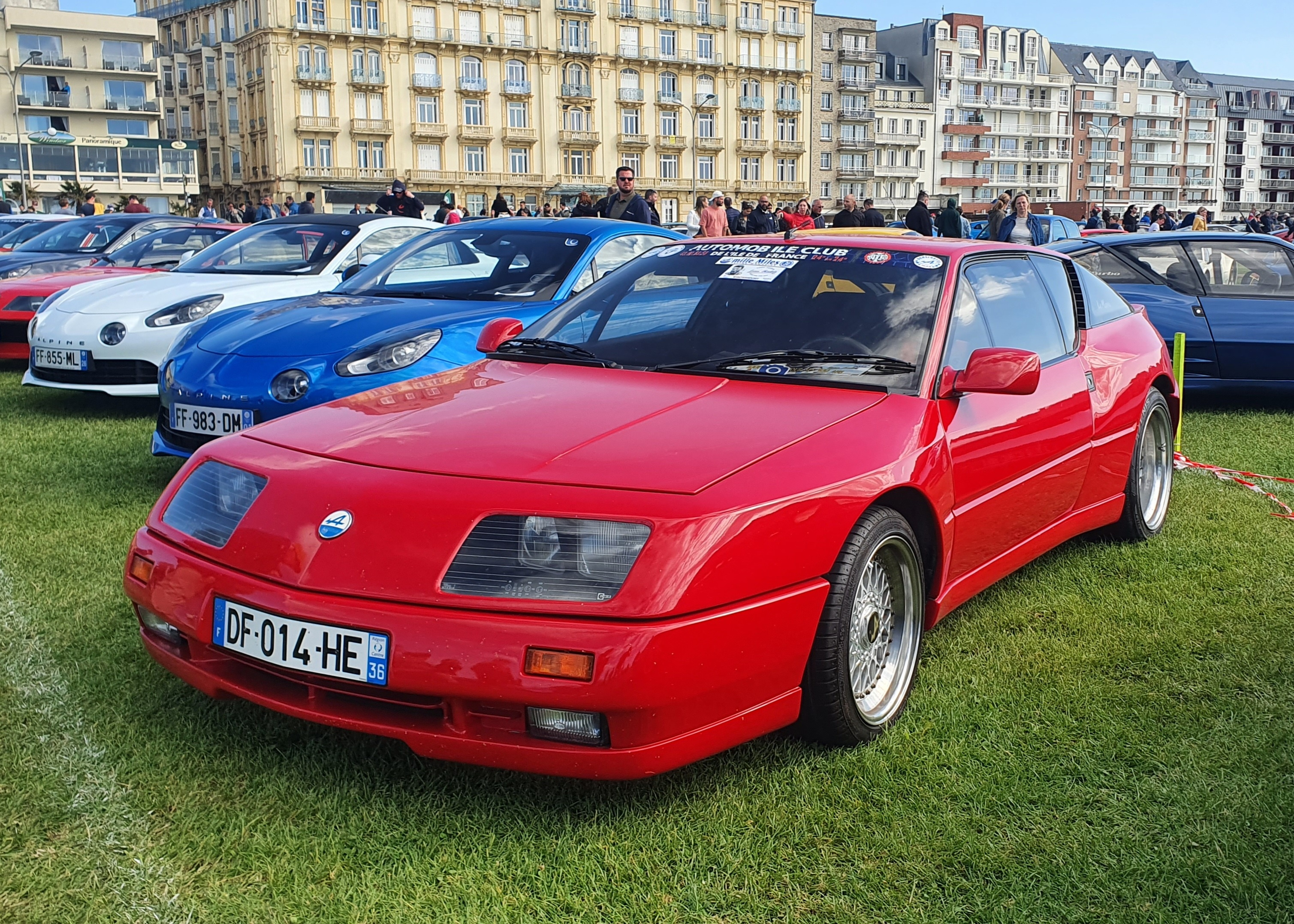
Alpine GTA
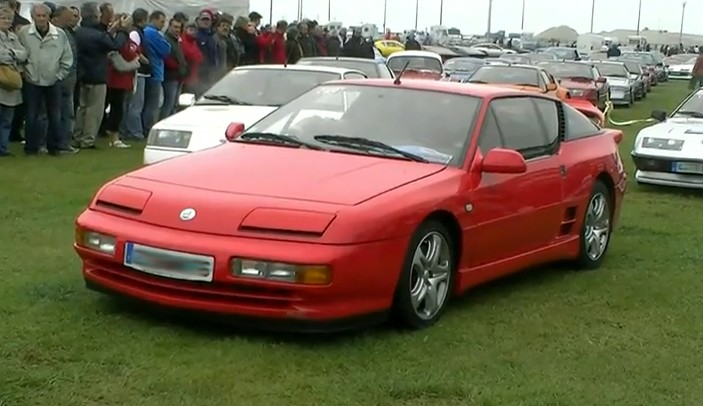
Alpine A610

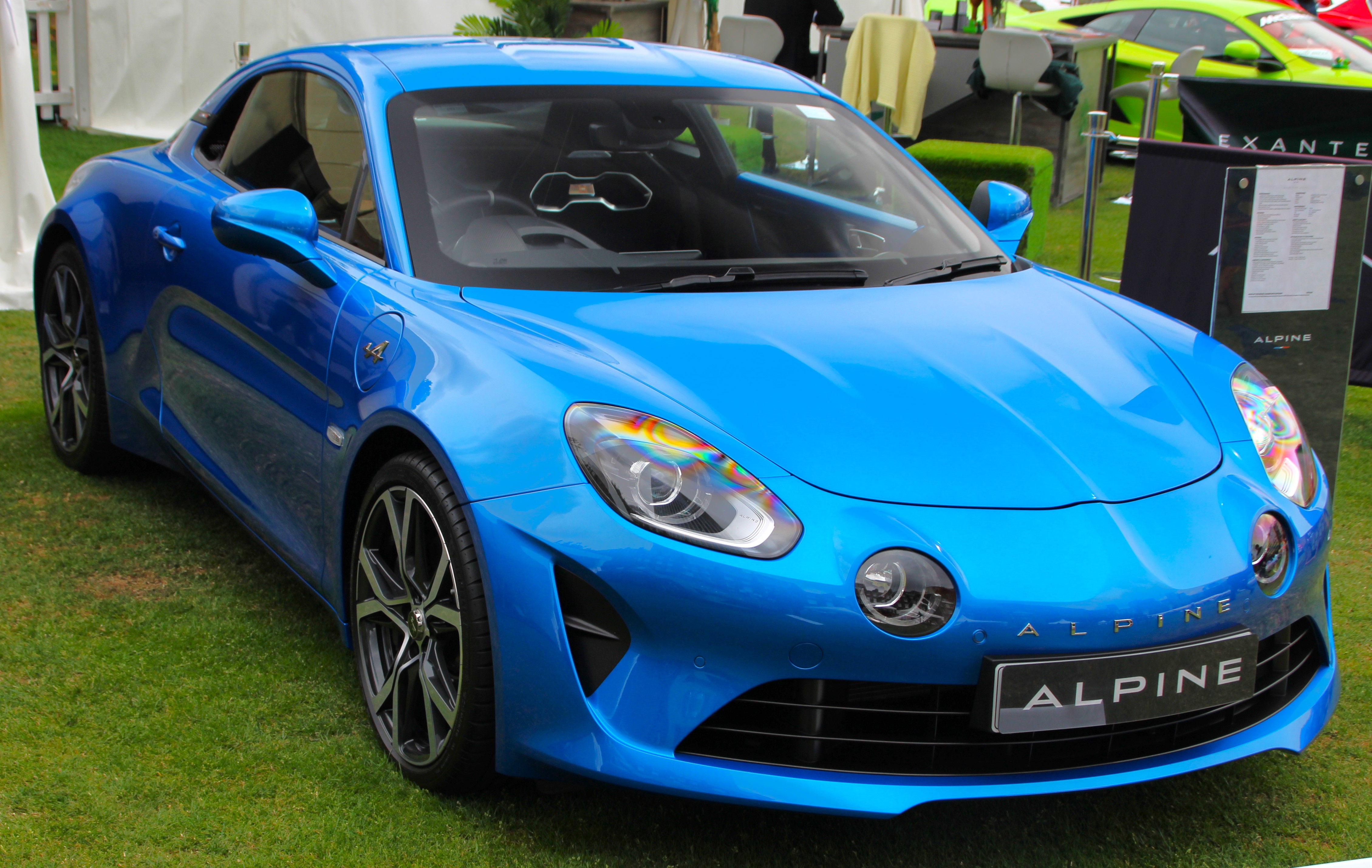
Alpine A110
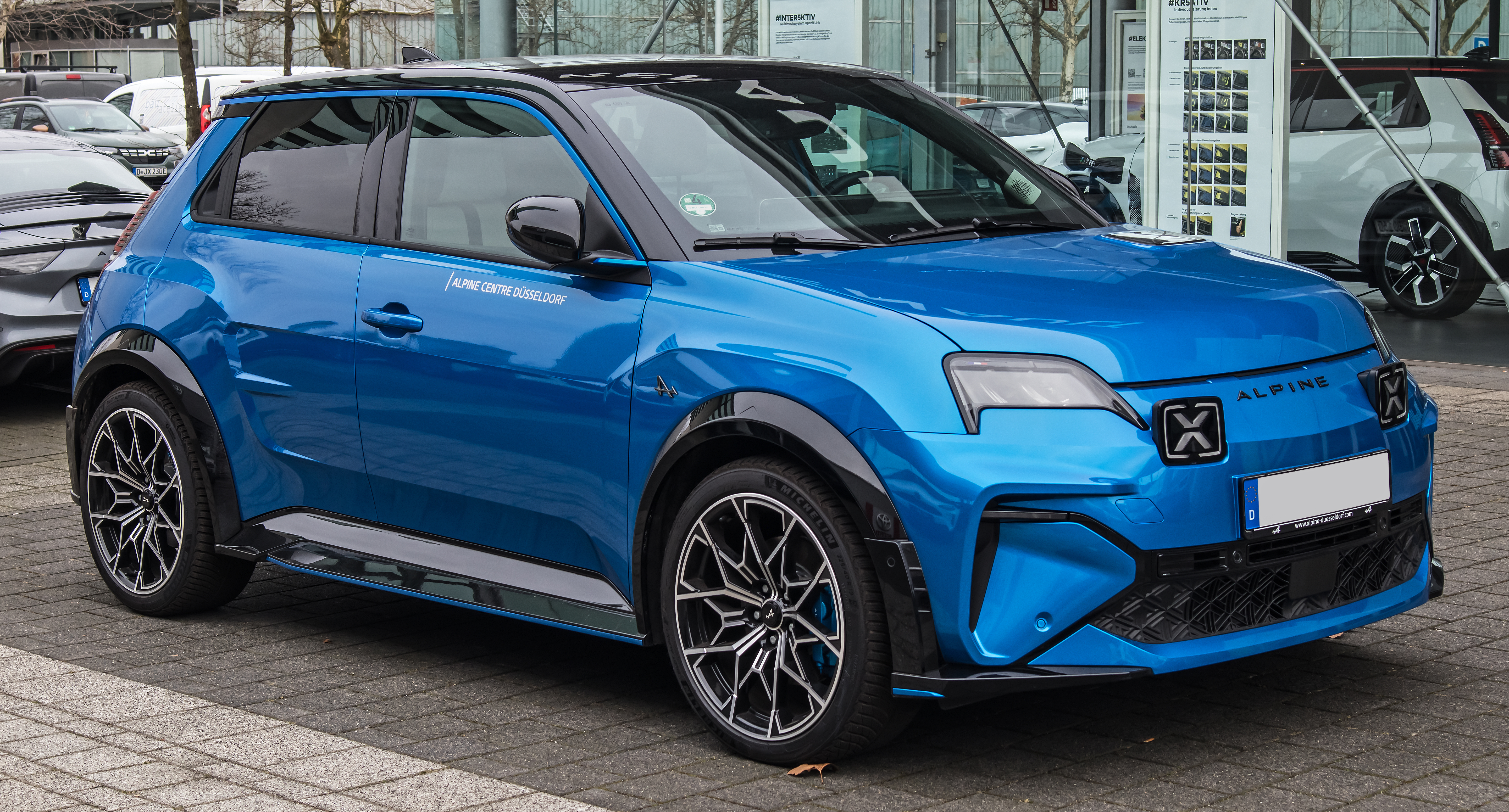
Alpine A290

- Alpine A106 (1955-1961)
- Alpine A108 (1958-1965)
- Alpine A110 (1962-1977)
- Alpine GT4 (1963–1969)
- Alpine A310 (1971-1984)
- Alpine GTA (1984-1991)
- Alpine A610 (1991-1995)

- Alpine A106
- Alpine A108
- Alpine A110
- Alpine GT4
- Alpine A310
- Alpine GTA
- Alpine A610

### Концепт-кар
- Renault Alpine A110-50 (2012)
- Alpine Vision Gran Turismo (2015)
- Alpine Vision (2016)
- Alpine Alpenglow (2022)
- Alpine A290_β (2023)
- Alpine A390_β (2024)

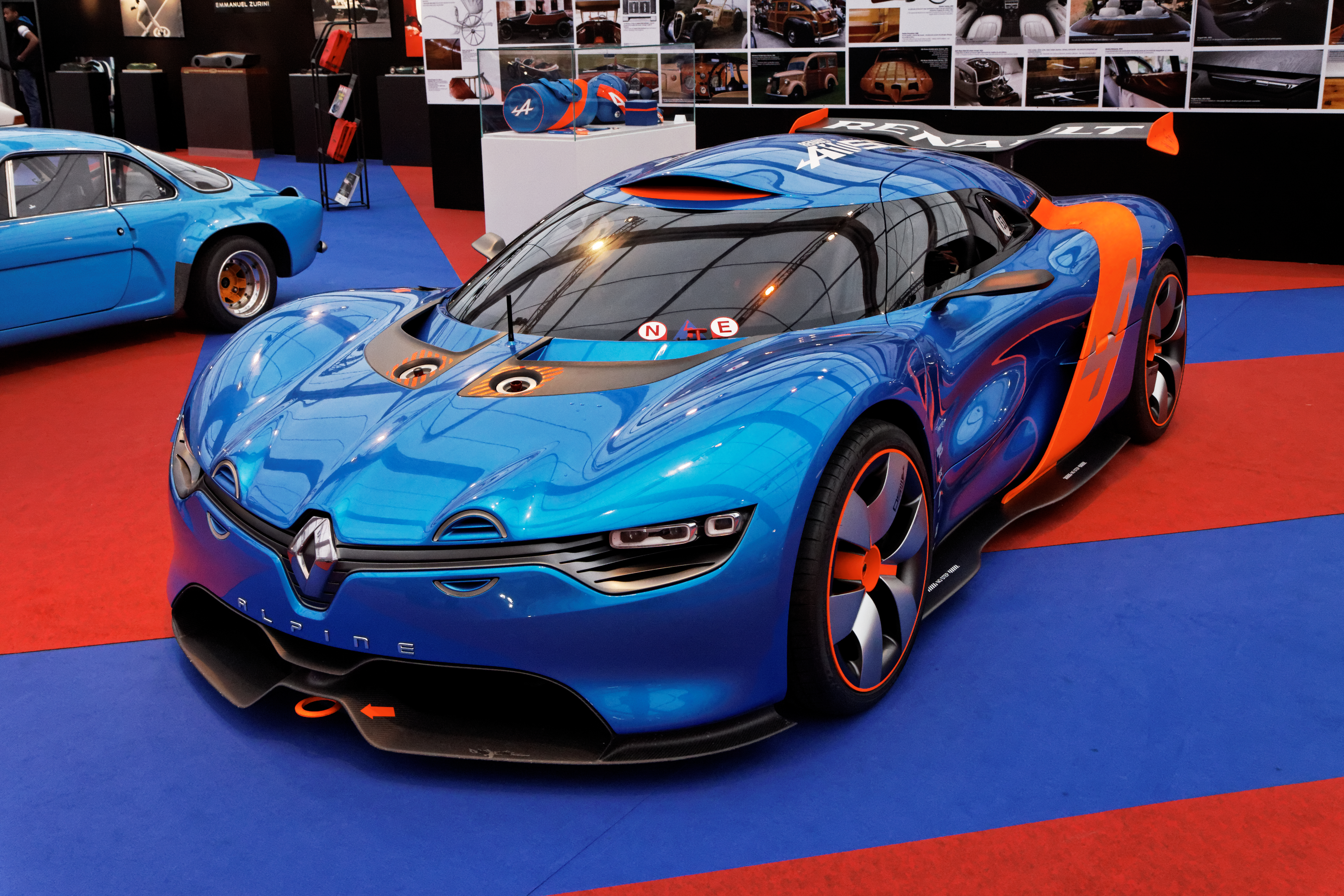
Renault Alpine A110-50
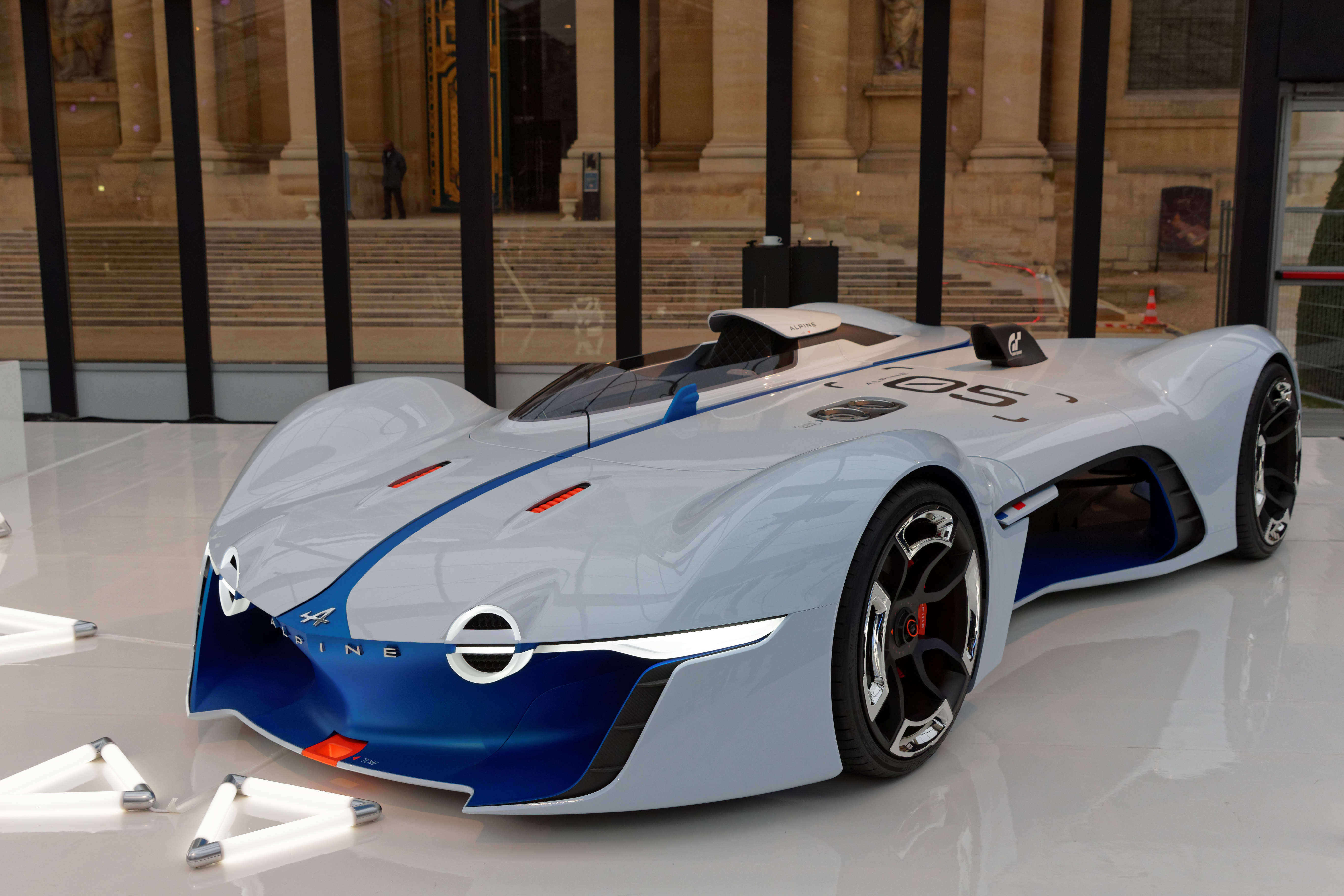
Alpine Vision Gran Turismo
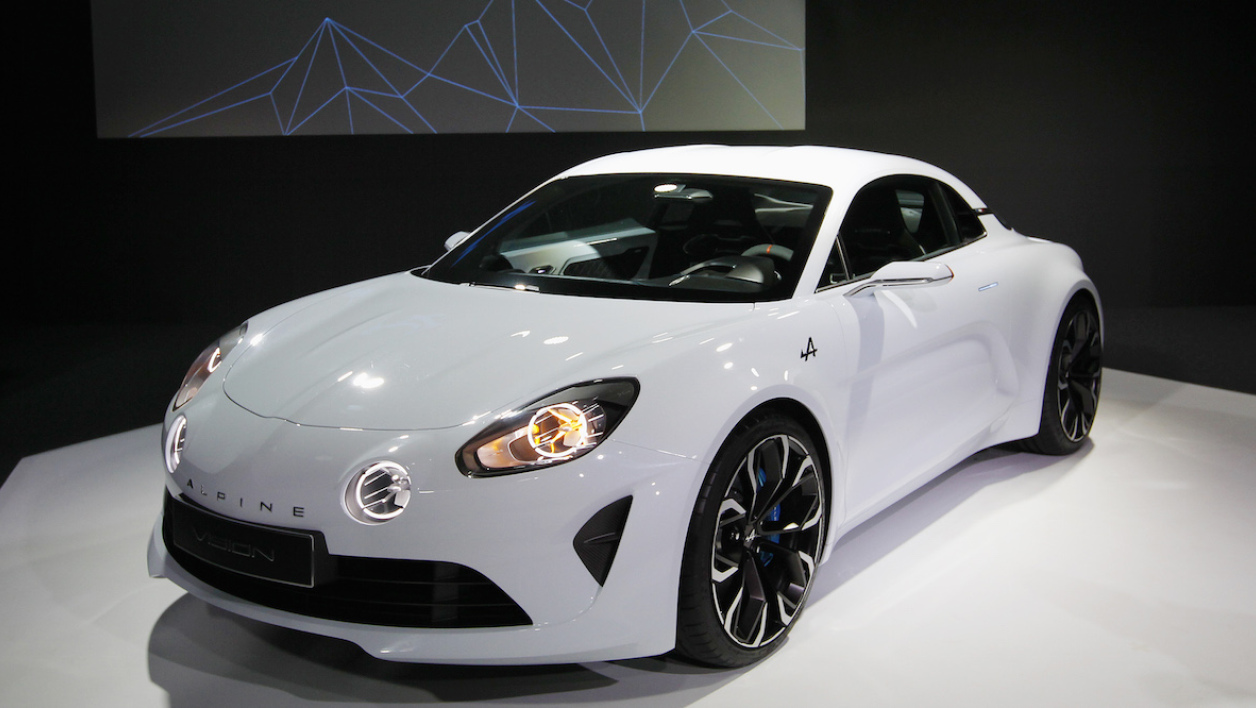
Alpine Vision
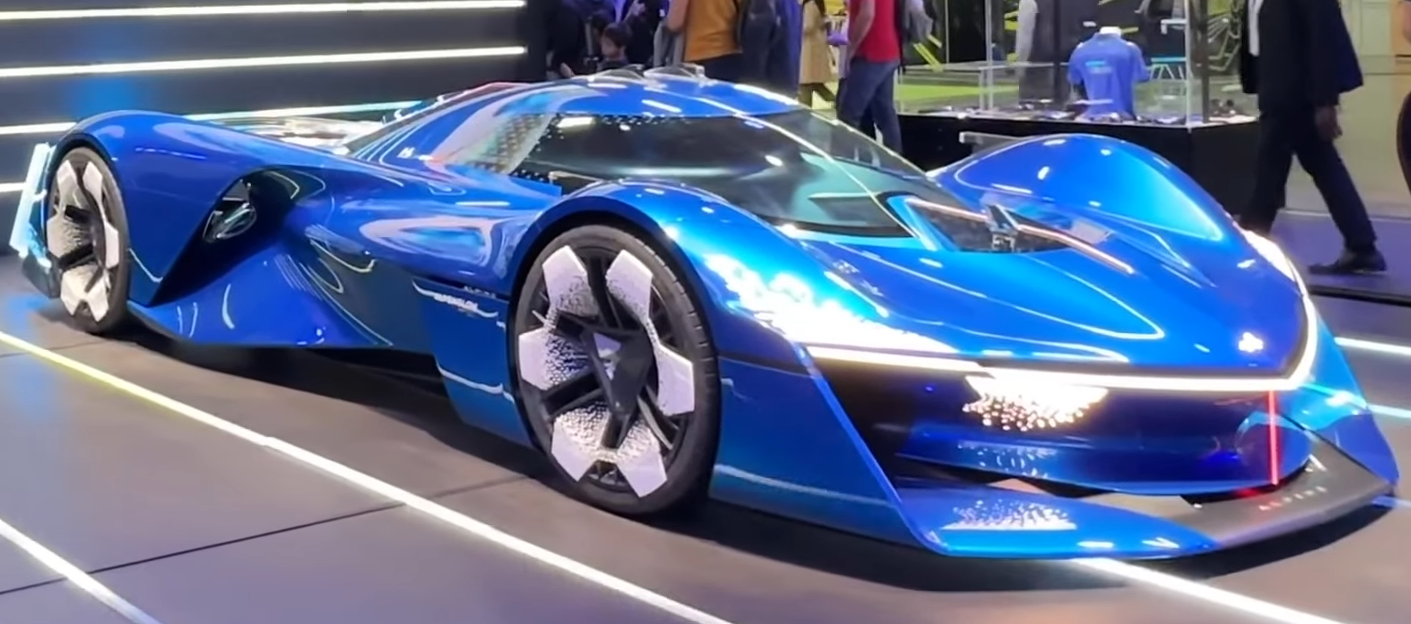
Alpine Alpenglow
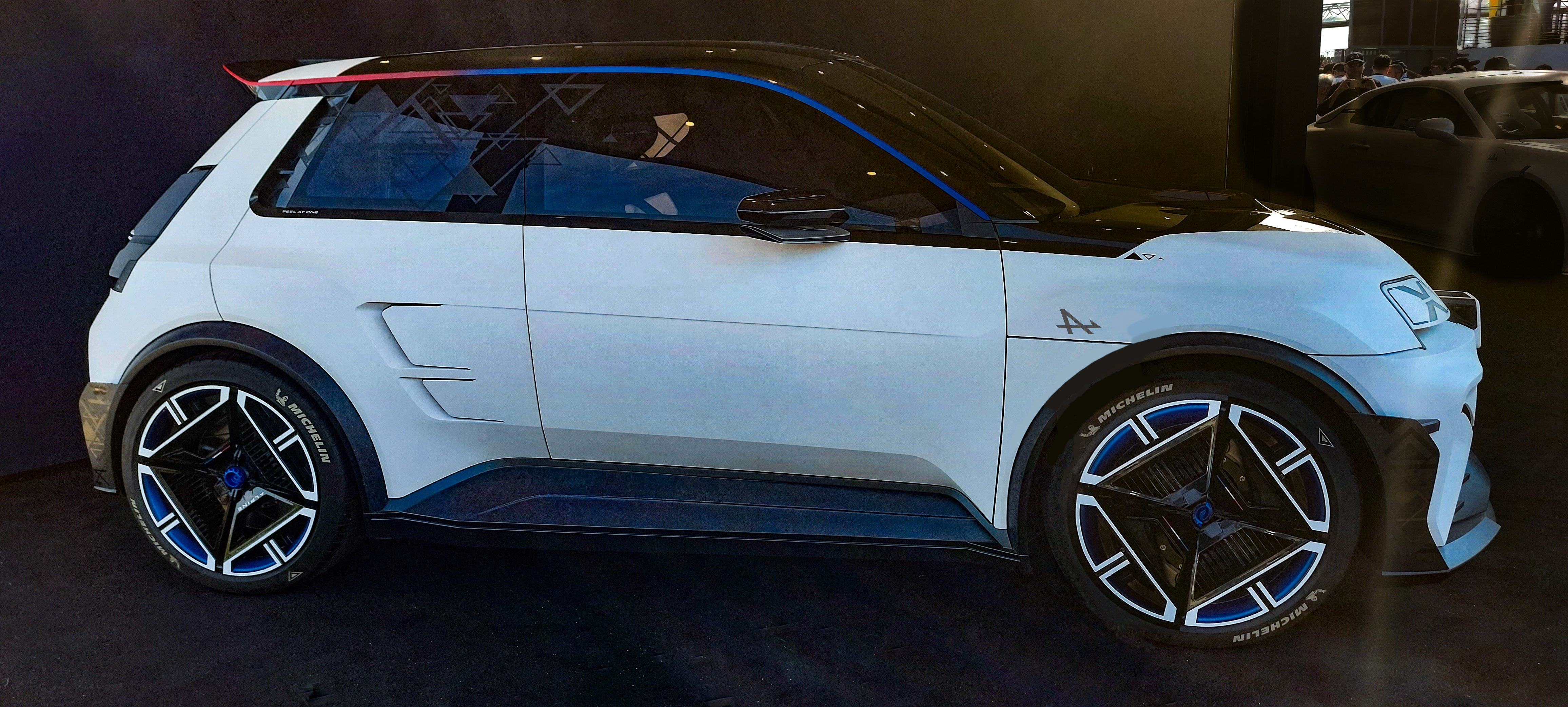
Alpine A290_β
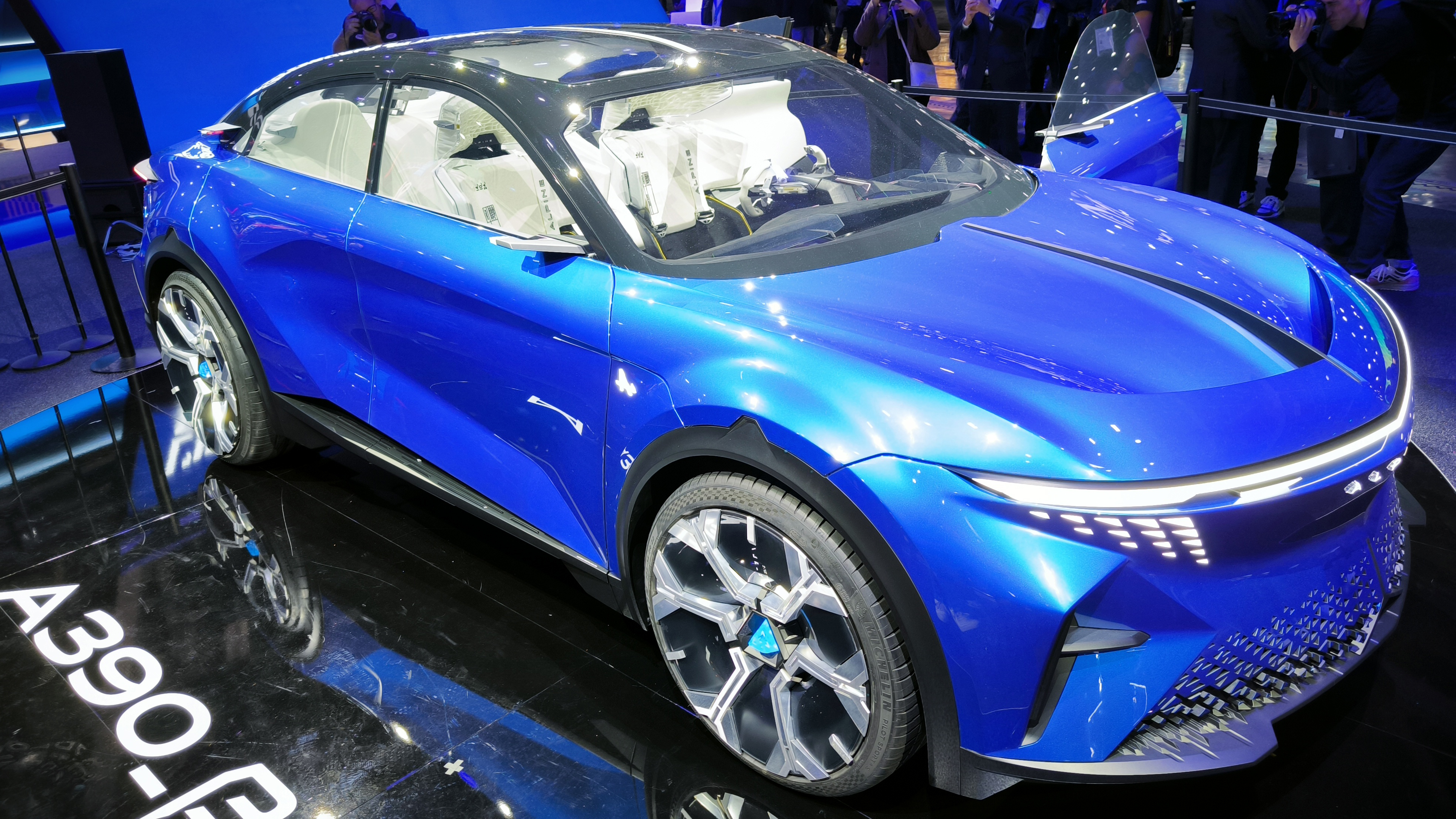
Alpine A390_β

## Трофеї

### Європейський автомобіль року
- 2025 — Alpine A290[2]

## Галерея
|  |  |  |  |
|  |  |  |  |
|  |  |  |  |
|  |  |  |  |
|  |  |  |  |
|  |  |  |  |
|  |  |  |  |
|  |  |  |  |
|  |  |  |  |
|  |  |  |  |
|  |  |  |  |